# Parc national de la Pendjari
Cet article concerne le parc national. Pour la rivière, voir Pendjari.
Le parc national de la Pendjari (PNP) est une aire protégée du Bénin, située à l'extrême nord-ouest du pays, dans le département de l’Atacora, sur les communes de Tanguiéta, Matéri et Kérou, à la frontière du Burkina Faso. Il fait partie de la réserve de biosphère de l'Unesco du complexe W-Arly-Pendjari (WAP). Il figure sur la liste des aires protégées du Bénin.

## Historique

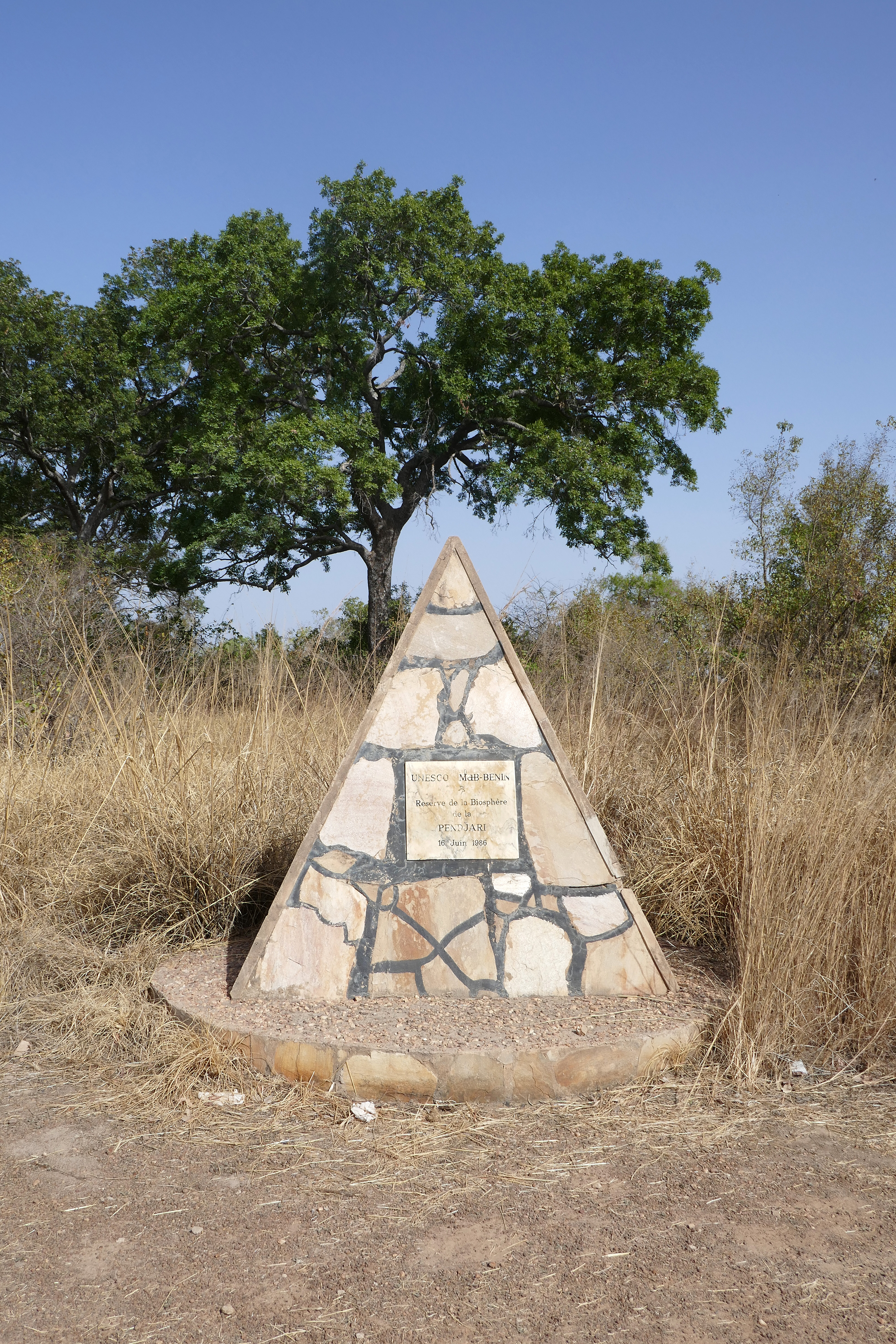
Stèle UNESCO (1986).

L'ancienne aire de chasse destinée à l'administration coloniale acquiert en 1954 le statut de réserve partielle de faune de la boucle de la Pendjari, avant de devenir réserve totale de faune de la Pendjari l'année suivante. En 1959 les zones cynégétiques de la Pendjari et de l'Atacora sont créées. La Réserve de faune devient le parc national de la Pendjari en 1961.
Le 16 juin 1986, le statut de réserve de biosphère est accordé par l'UNESCO sous le nom de réserve de biosphère de la Pendjari (RBP). La réserve englobe, outre le parc, des zones de chasse et une zone tampon. 
Le 2 avril 1996 est créé le Centre national de gestion des réserves de faune (CENAGREF), un Office d’État à caractère social, scientifique et culturel, doté d’une personnalité morale et d’une autonomie financière, qui a la charge des aires protégées de la Pendjari et du W. La même année sont créées les Associations villageoises de gestion des réserves de faune (AVIGREF), des organisations de villages riverains et partenaires directs du CENAGREF.
En 2007, la zone autour de la vallée de la rivière Pendjari est reconnue comme « zone humide d'importance internationale » dans le cadre de la convention de Ramsar.
Le 31 mars 2009, le ministère de l’Environnement et de la Protection de la nature du Bénin dépose auprès de l'UNESCO un dossier de candidature en vue de l'inscription du PNP sur la liste indicative du patrimoine mondial. Le 7 juillet 2017, le parc est inscrit au patrimoine mondial.
En 2017, le gouvernement du Bénin et African Parks ont signé un partenariat pour réhabiliter le Parc national de la Pendjari, l’une des plus grandes réserves protégées restantes en Afrique de l'Ouest et centrale. Les objectifs étaient de doubler la population sauvage du parc en une décennie, de développer un tourisme responsable, de rehausser le profil du parc en tant que destination et d'assurer un développement économique et social axé sur la conservation au profit de la population du pays.            
En janvier 2018, un partenariat de 23 millions de dollars Us a été annoncé pour protéger le parc avec des partenaires clés, notamment la Wyss Foundation, National Geographic, la Wildcat Foundation.
En octobre 2020, la réserve de biosphère de la Pendjari (RBP) fusionne avec les deux réserves de biosphère frontalières appartenant au Burkina-Faso et au Niger pour donner naissance à une réserve de biosphère transfrontière nommée réserve de biosphère transfrontière du Complexe W-Arly-Pendjari (WAP) et couvre une superficie de plus de 94 000 km2.

## Milieu physique

### Situation géographique

Complexe WAP.

La réserve de biosphère de la Pendjari (RBP) est non seulement le plus vaste espace biologique non altéré d'Afrique de l’Ouest, mais fait également partie du plus grand ensemble d’aires protégées de cette région du continent. Cette réserve fait partie du complexe WAP (W-Arly-Pendjari), qui comprend aussi la réserve de biosphère transfrontalière W (Bénin-Niger-Burkina Faso), et plusieurs aires protégées de statuts divers au Burkina Faso (réserve partielle de Pama, réserve totale de faune d'Arly, Réserve du Singou) et au Togo (parc national de la Kéran, réserve de faune Oti-Mandouri), sur une superficie totale d'environ 50 000 km2 .
La RBP couvre environ 5 000 km2, soit 10% de l'ensemble. Ses limites géographiques sont comprises entre 10°30’ et 11°30’ de latitude Nord et 0°50’ et 2°00’ de longitude Est.
Depuis Cotonou, par la route, le parc est accessible par les postes forestiers de Porga ou de Batia (environ 730 km), depuis Ouagadougou (Burkina-Faso) par le pont d'Arly (527 km) – qui le relie à la réserve totale de faune d'Arly –, ou depuis Niamey (Niger) par Kandi et Founougo (290 km).

### Climat
La réserve est bien arrosée, avec des précipitations annuelles moyennes comparables à celles que l'on observe dans le sud du Bénin, de l'ordre de 1 000 à 1 100 mm.

La saison de pluies s'étend de la mi-mai au mois d'octobre. Une saison sèche et fraîche, marquée par l’harmattan, lui succède de novembre à février, elle-même suivie d'une saison sèche et chaude de mars à mi-mai, avec des températures pouvant atteindre 40 °C.

### Géologie
La réserve est établi sur une pénéplaine au relief plat dont l’altitude varie de 105 m à 200 m. Cette pénéplaine est formée de grès et de schistes, ce qui la rend imperméable. La plaine est bordée au Sud par la chaîne montagneuse de l’Atacora formée de quartzites et dont l’altitude varie de 400 m à 513 m. Ses bordures Nord et Est sont occupées par la rivière Pendjari. Une seconde chaîne, le Buem, plus réduit et parallèle à la première, se trouve au sein même du Parc. En raison de l’imperméabilité, la pénéplaine est soit inondée en saison pluvieuse, soit encore gorgée d’eau (CENAGREF, 2009).   

### Hydrographie
200 des quelque 300 km de la rivière Pendjari se trouvent dans l'enceinte du parc. C'est le seul cours d'eau permanent, même s'il tarit à plusieurs endroits en saison sèche, de même que de nombreuses mares, à l'exception de la mare Bali, située au centre, en savane sur terrain exondé. La concentration des animaux y étant souvent élevée, elle est particulièrement propice à l'observation et prisée des touristes.

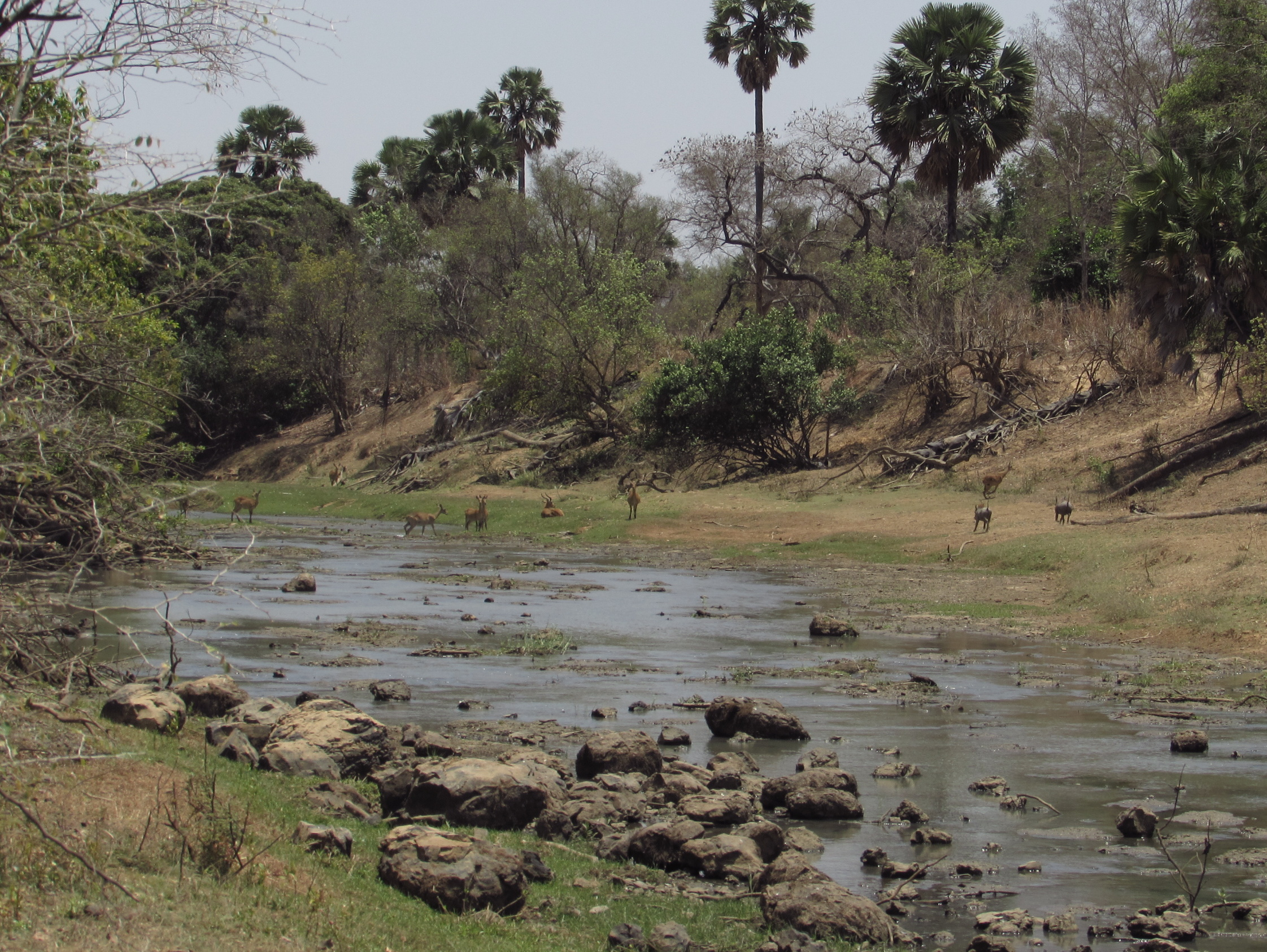
La Pendjari, entre le Burkina Faso et le Bénin
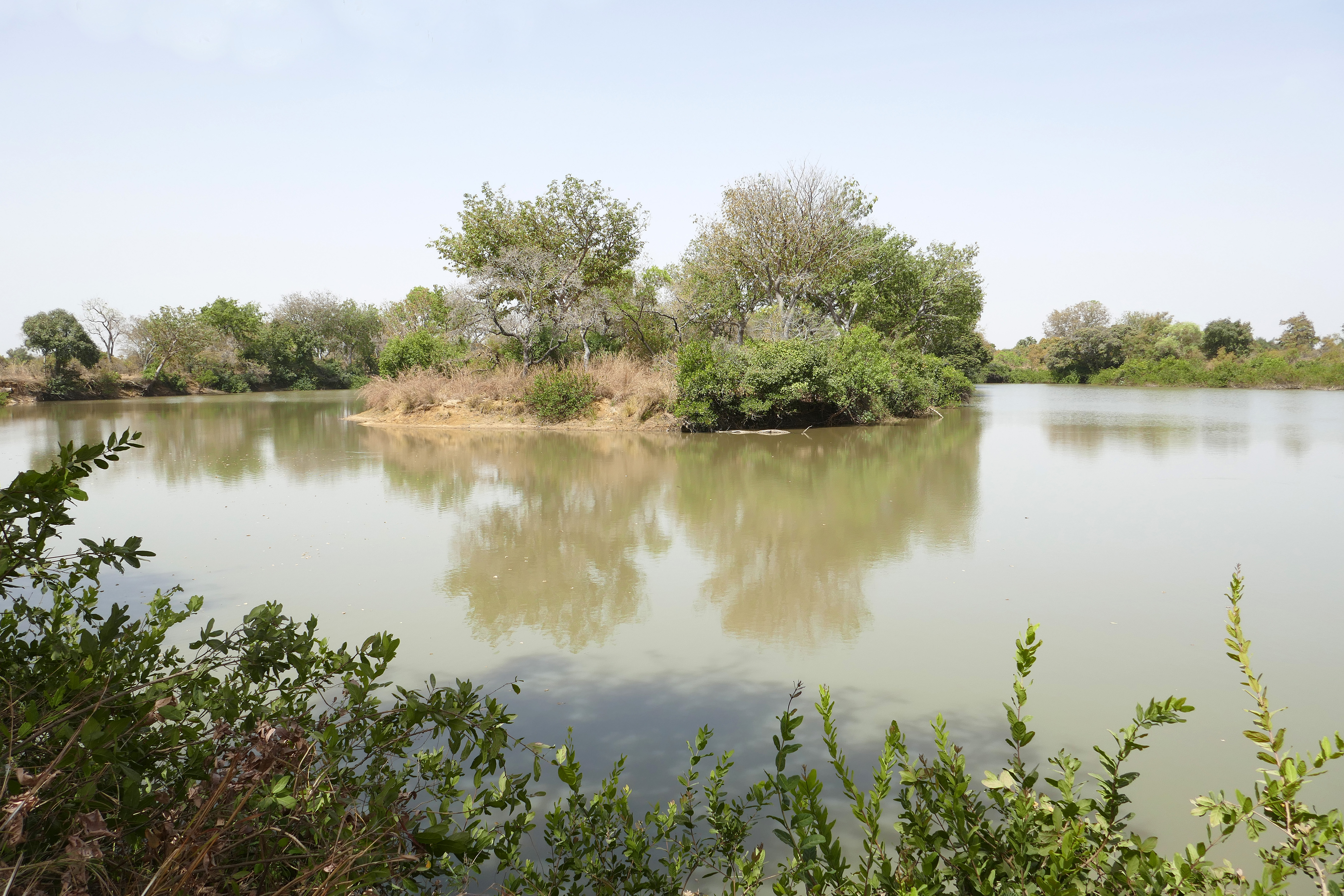
Mare canard
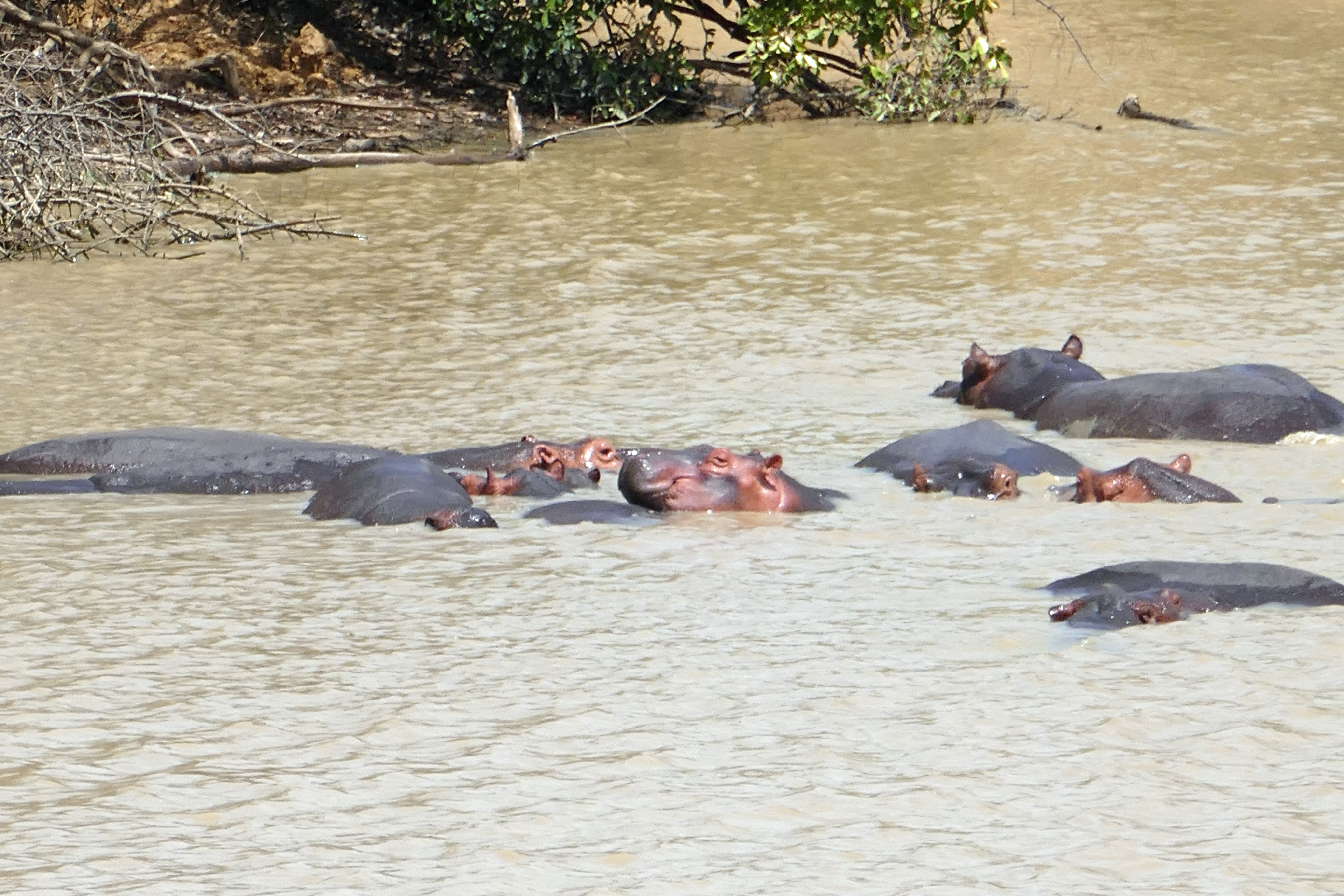
Hippopotames à la mare sacrée
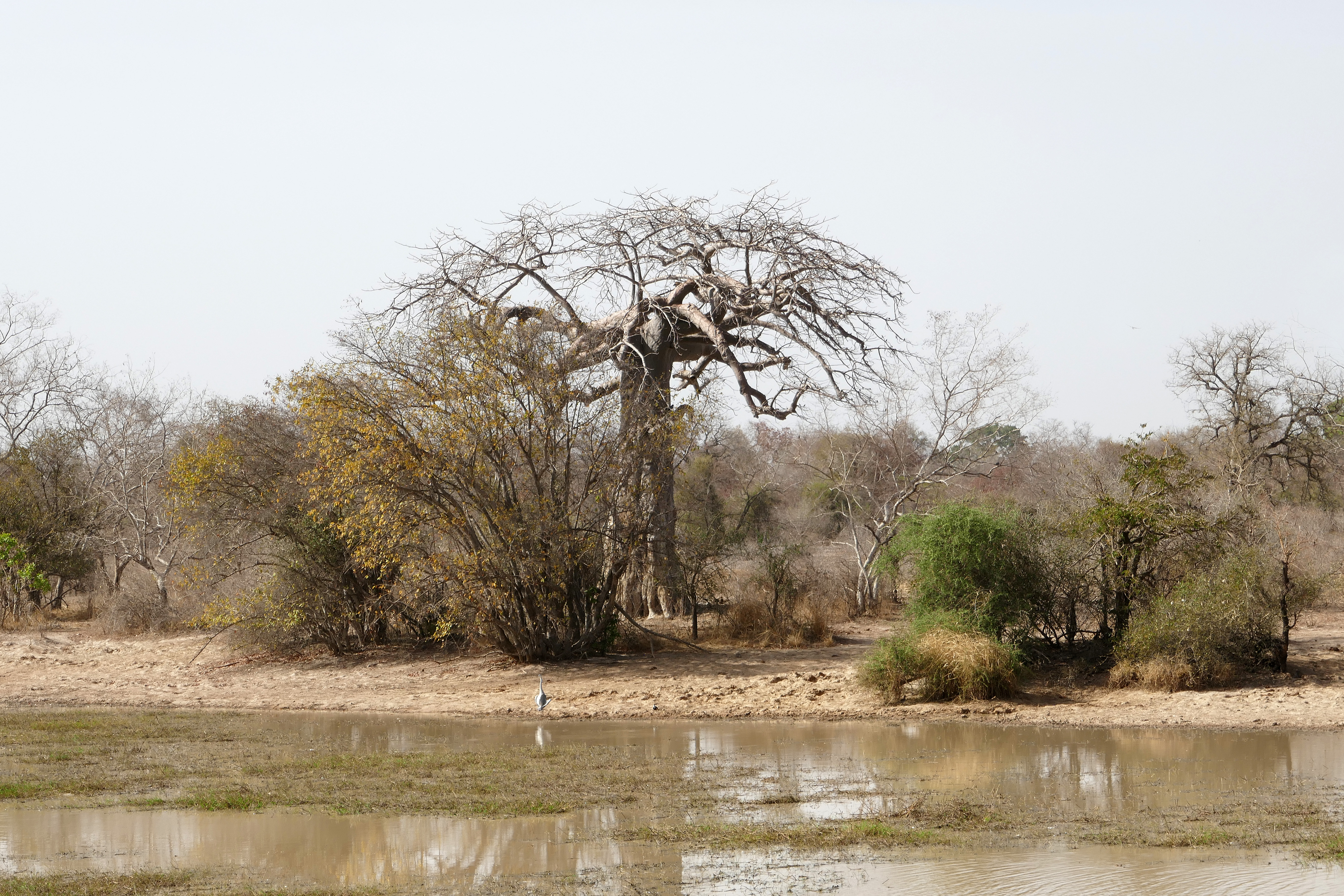
Mare Bali

## Flore
La végétation est variée, avec 241 espèces végétales réparties en 53 familles recensées sur l'ensemble du site et réparties entre 7 et 9 formations végétales, selon les auteurs : forêt riveraine (Parinari congensis, Pterocarpus santalinoides ; forêt galerie (Khaya senegalensis, Vitex chrysocarpa ou Cola laurifolia) ;  forêt dense sèche (Anogeissus leiocarpus, Diospyros mespiliformis) ; forêt claire (Anogeissus leiocarpus, Daniellia oliveri) ; savane boisée (Combretum spp, Pterocarpus erinaceus) ; savane arborée (Combretum spp) ; savane arbustive (Acacia gourmaensis, Crossopteryx febrifuga) ; savane saxicole (Detarium microcarpum, Burkea africana) ; savane marécageuse (Terminalia macroptera, Mitragyna inermis, Acacia sieberiana).  

Spécimens de Fabacées récoltés dans le parc.
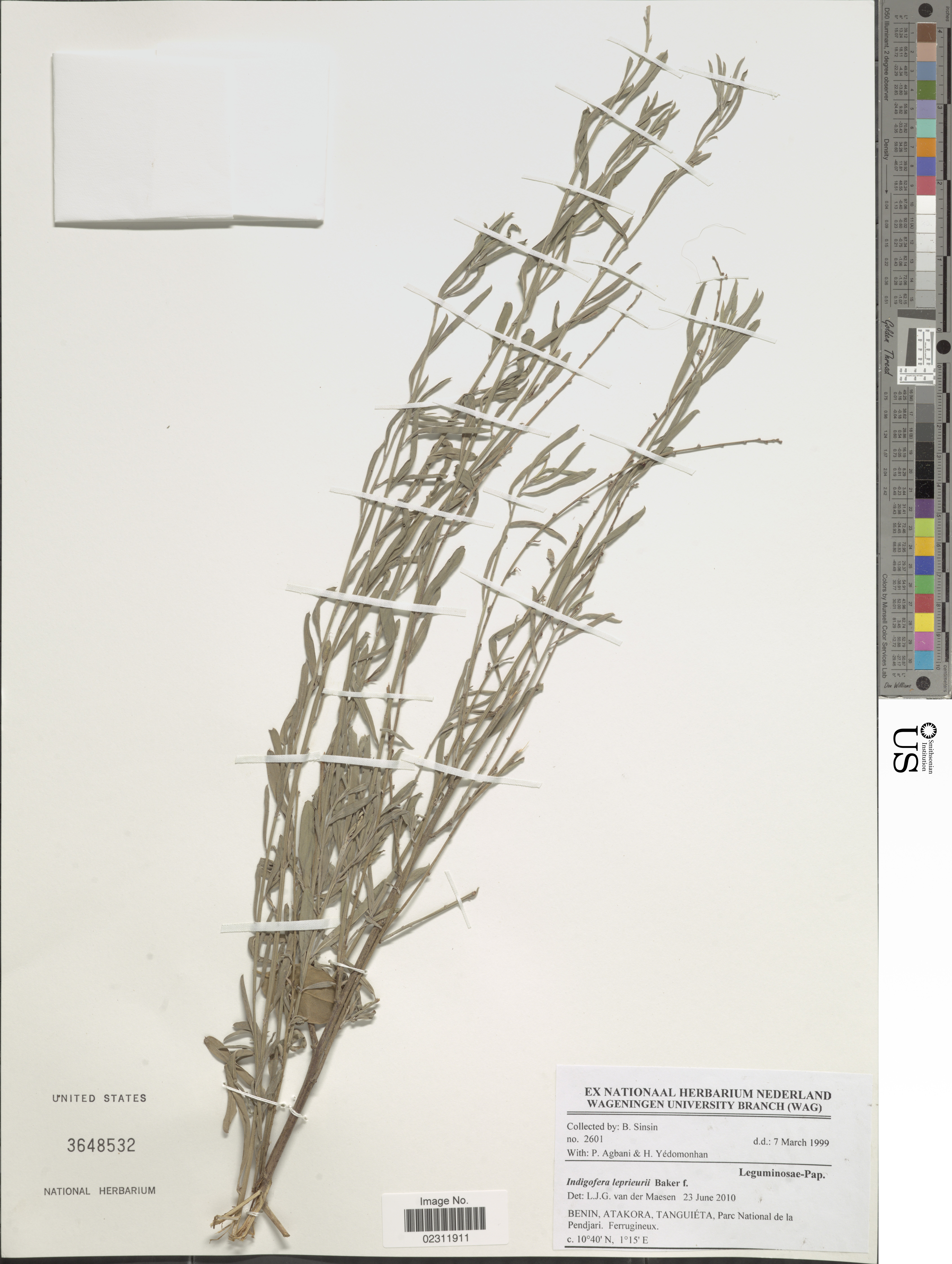
Indigofera leprieurii.
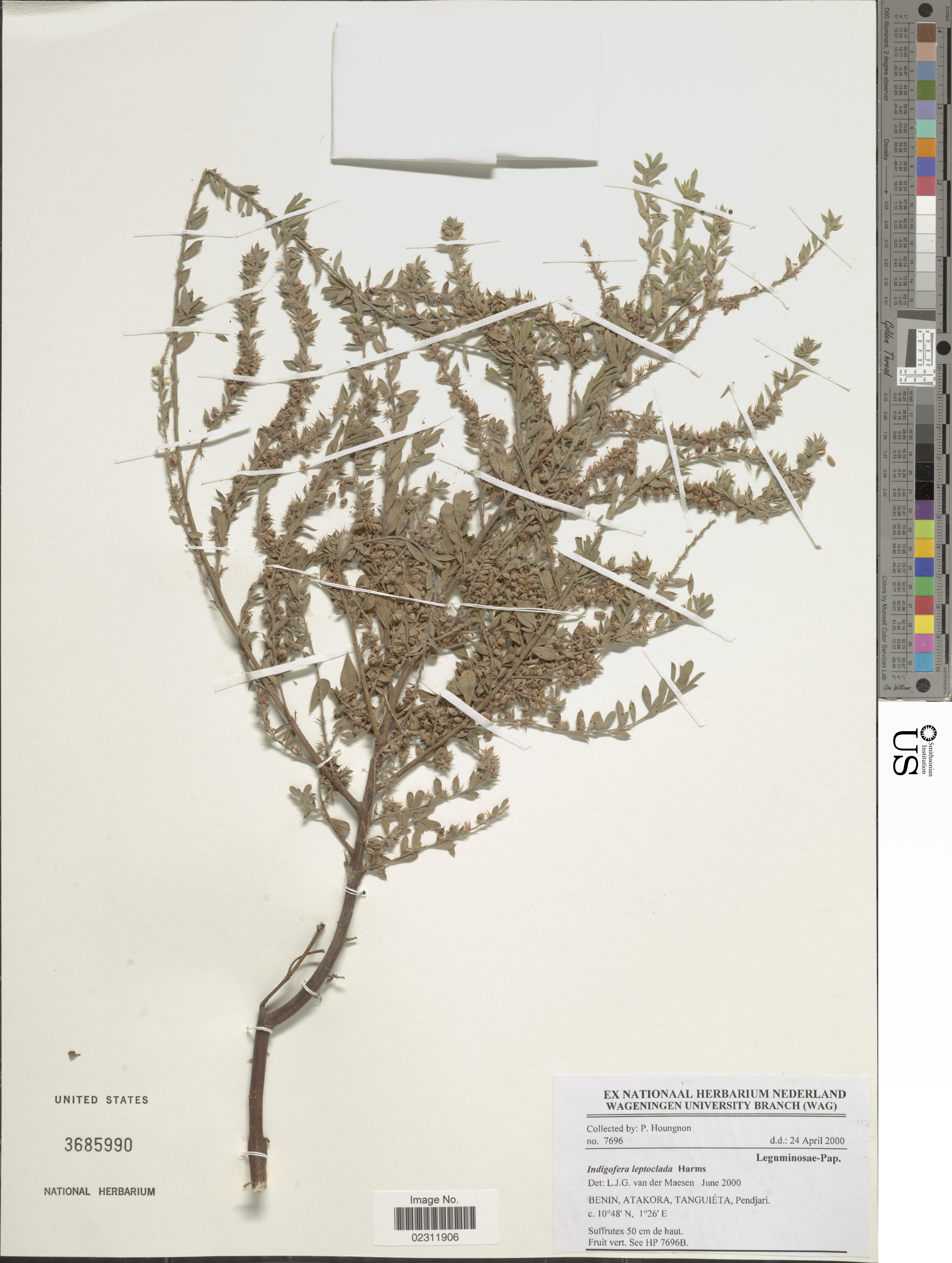
Indigofera leptoclada.
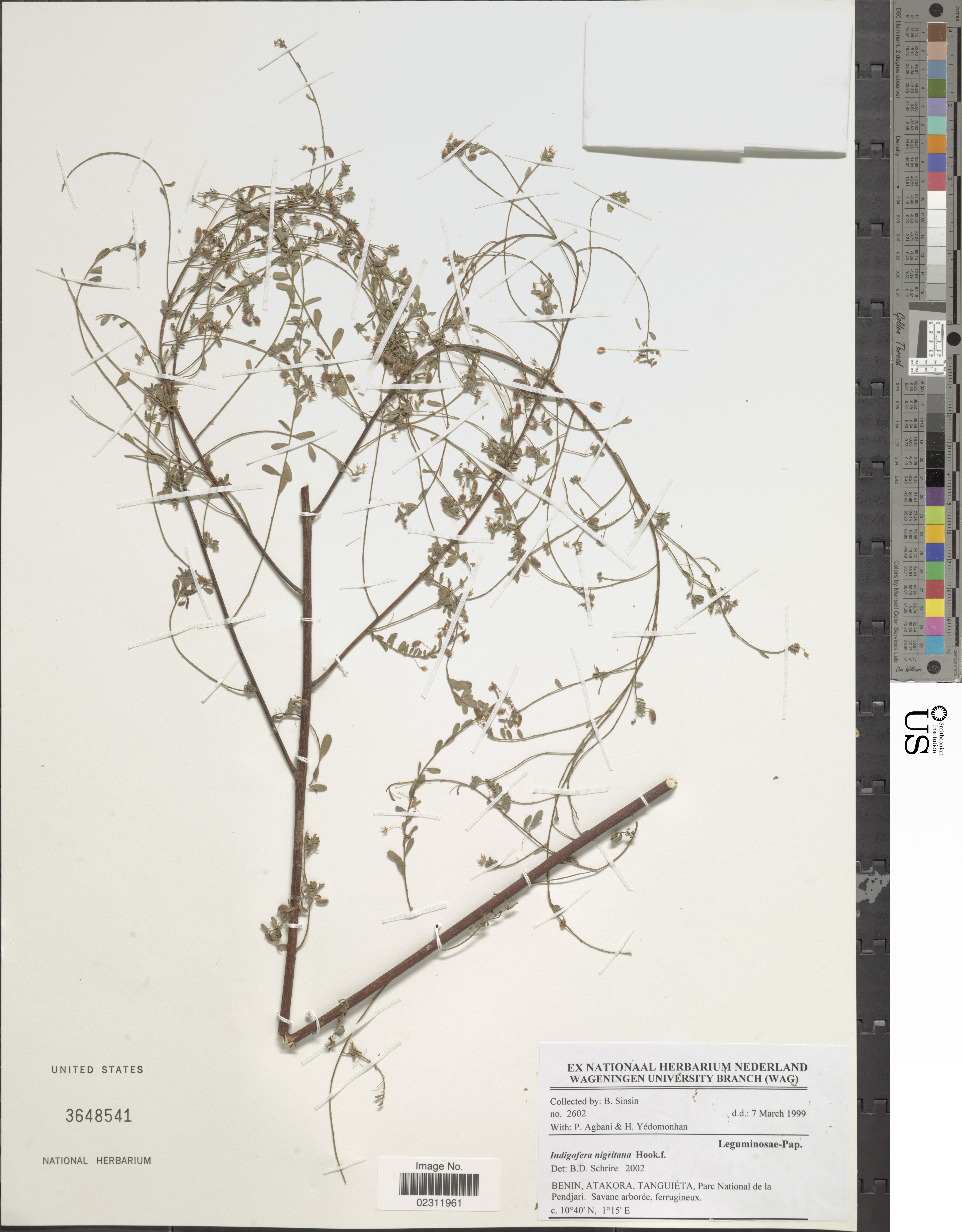
Indigofera nigritana.
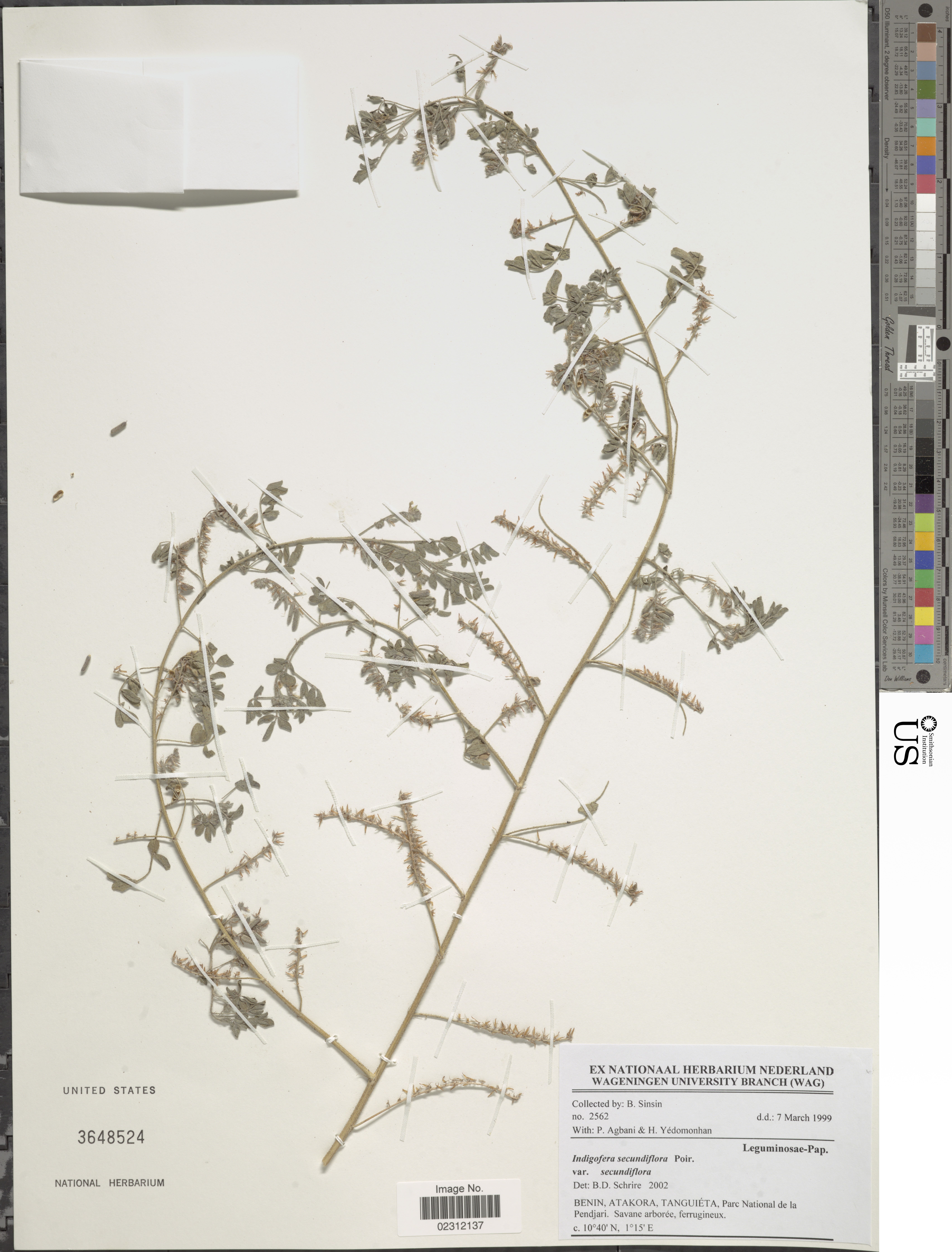
Indigofera secundiflora.
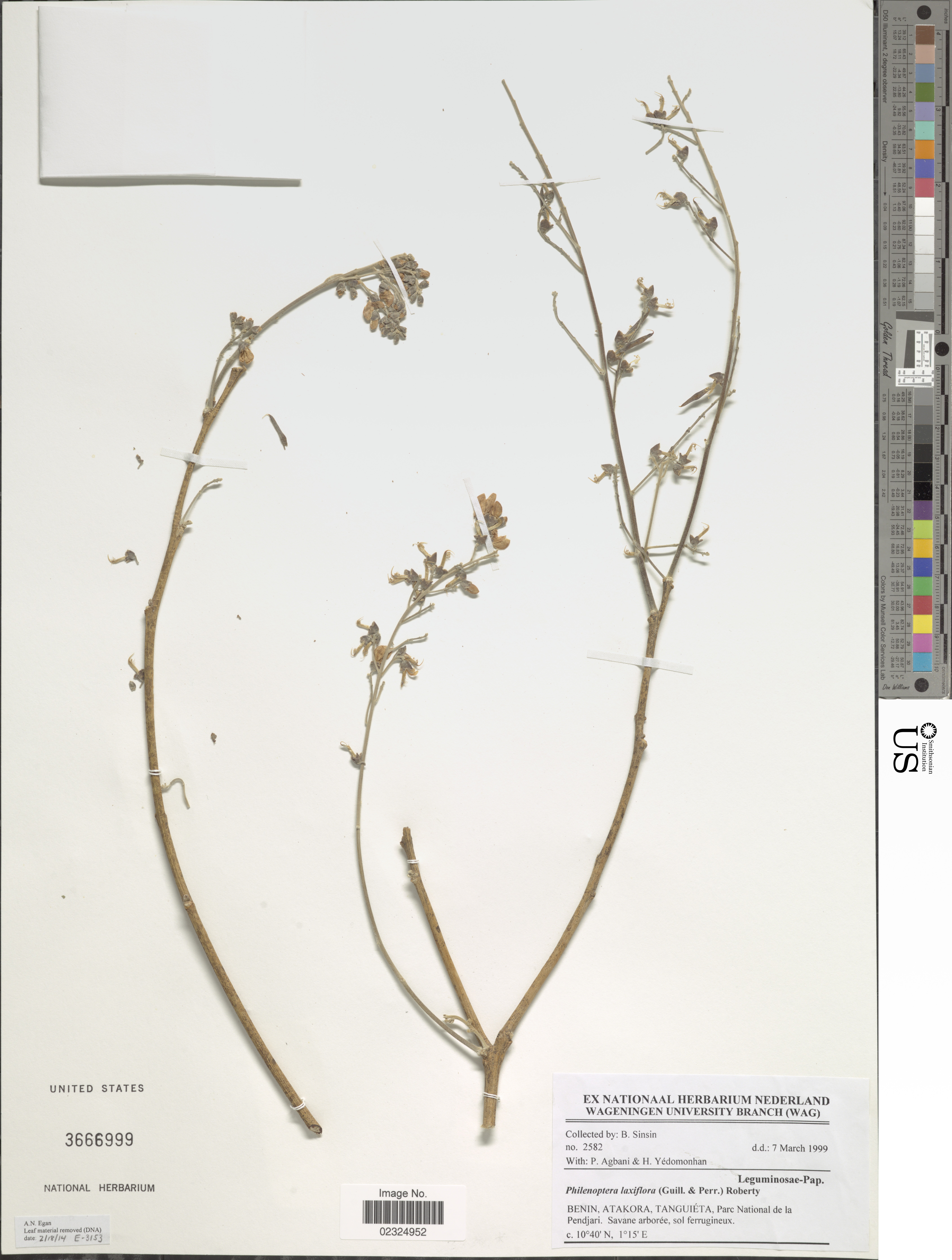
Philenoptera laxiflora.
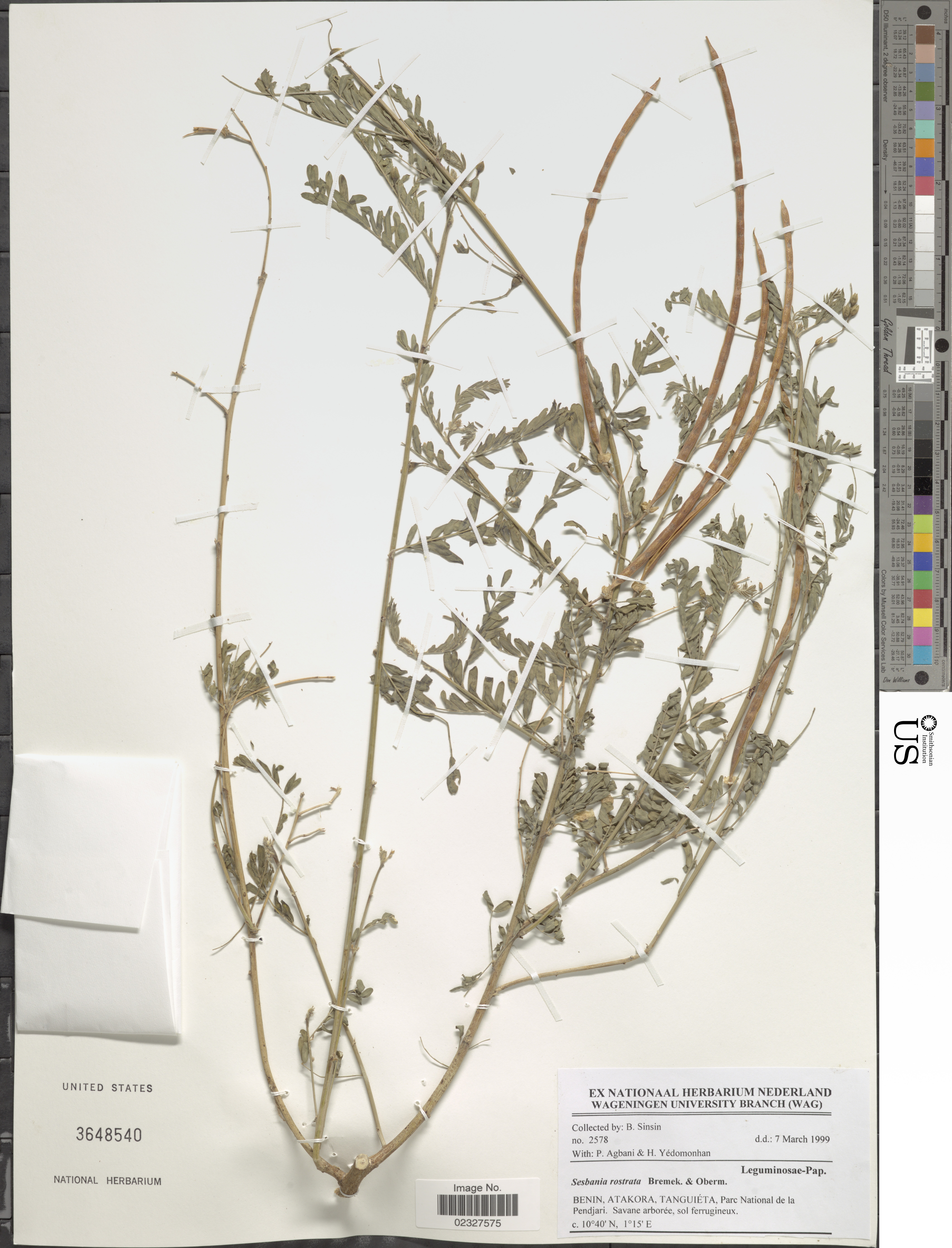
Sesbania rostrata.

Le long de la rivière Pendjari et de la falaise de l’Atacora, plusieurs espèces d'arbres, telles que Adansonia digitata (baobab), Anogeissus leiocarpus (bouleau d'Afrique), Vitellaria paradoxa (karité) ou Parkia biglobosa (néré) témoignent de l'existence de villages et de champs antérieure à la création de la réserve.

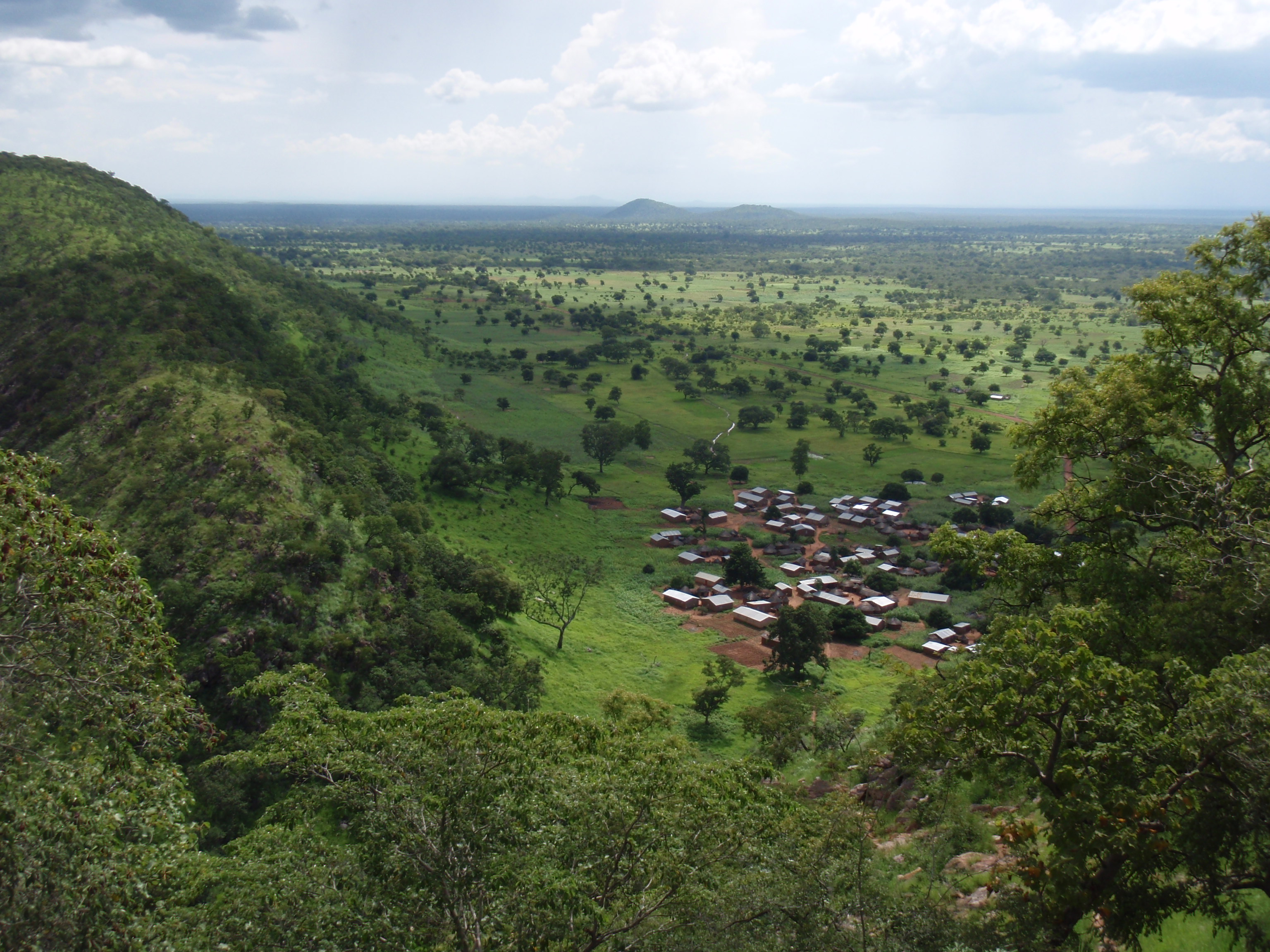
Végétation de l'Atacora
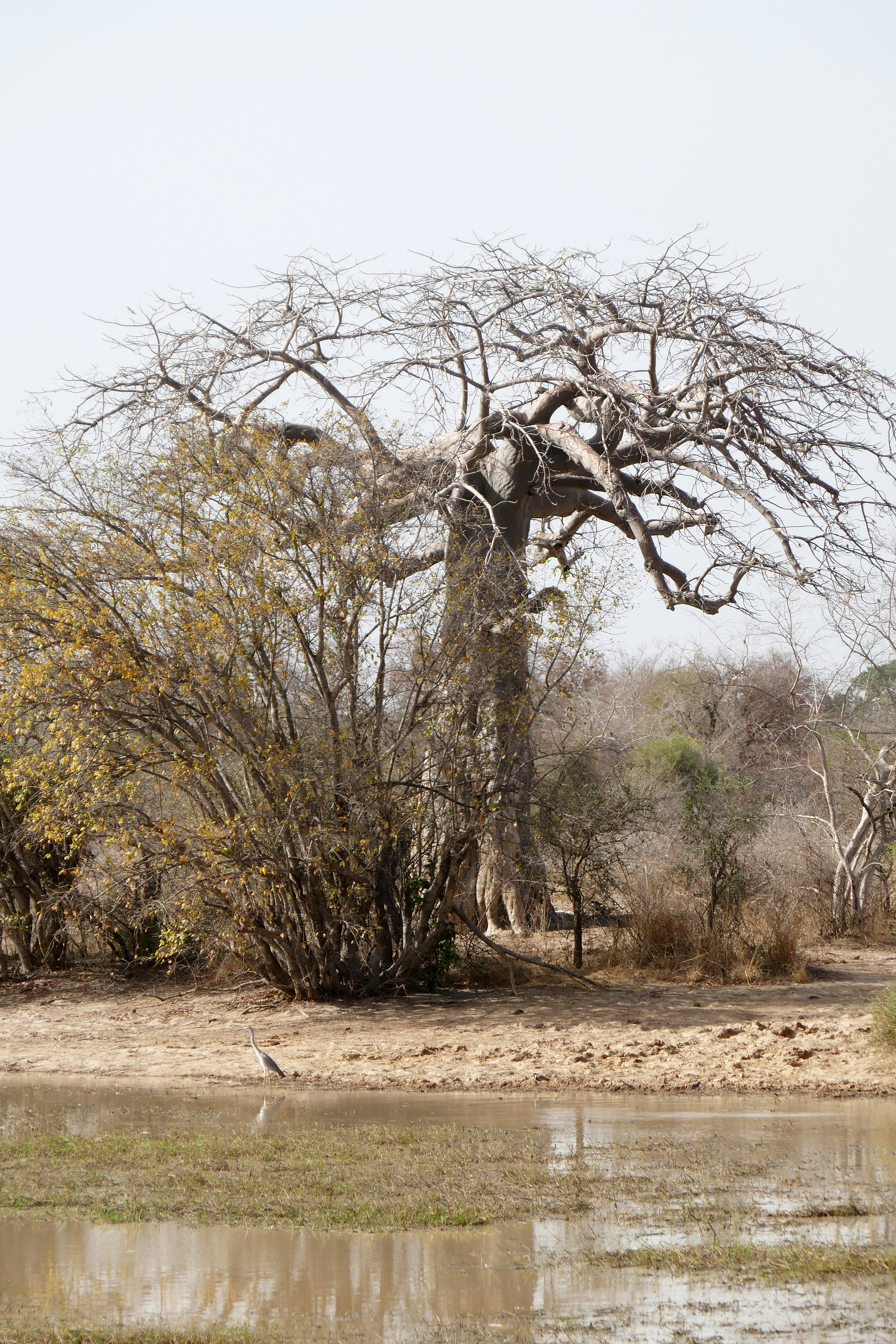
Baobab
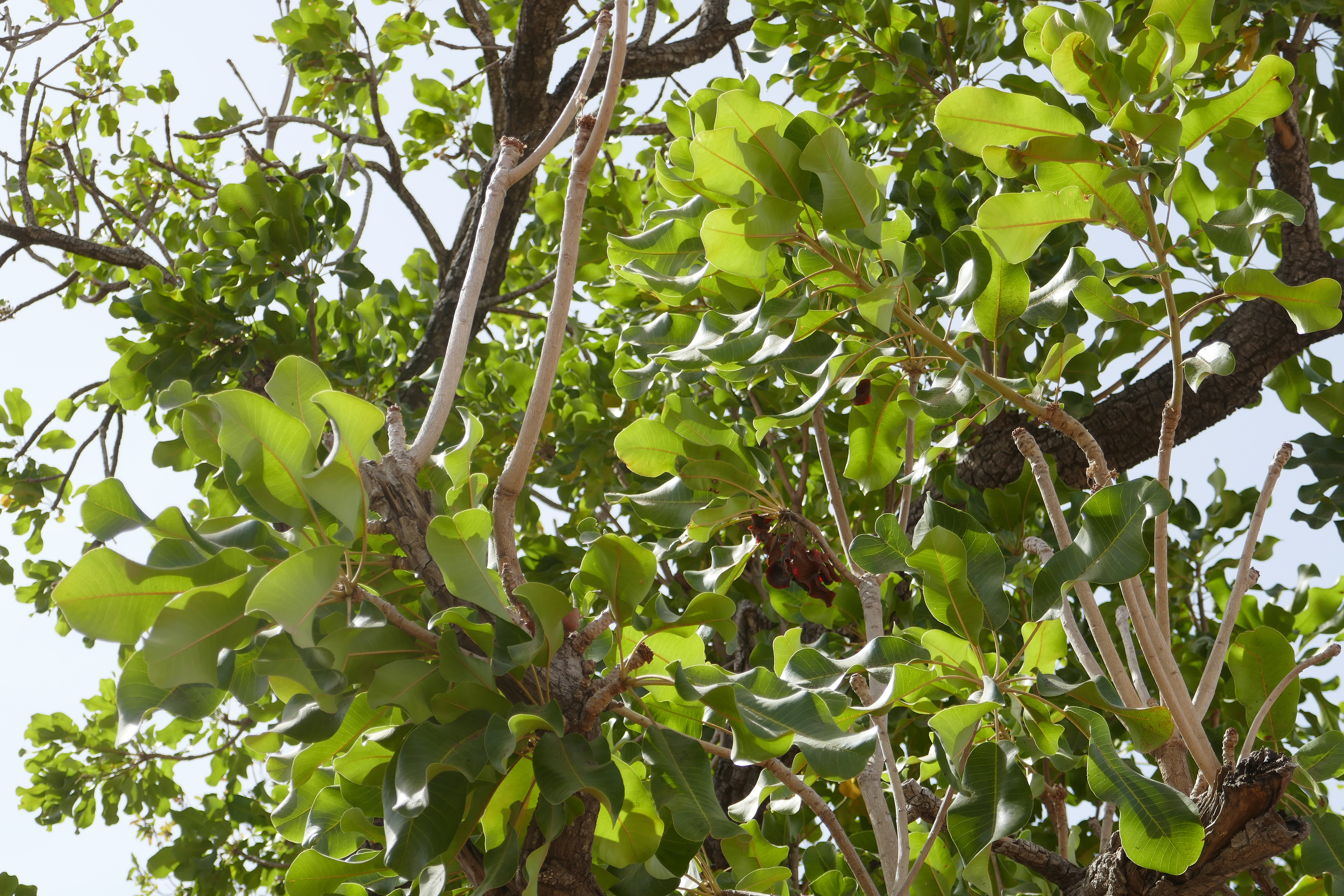
Karité
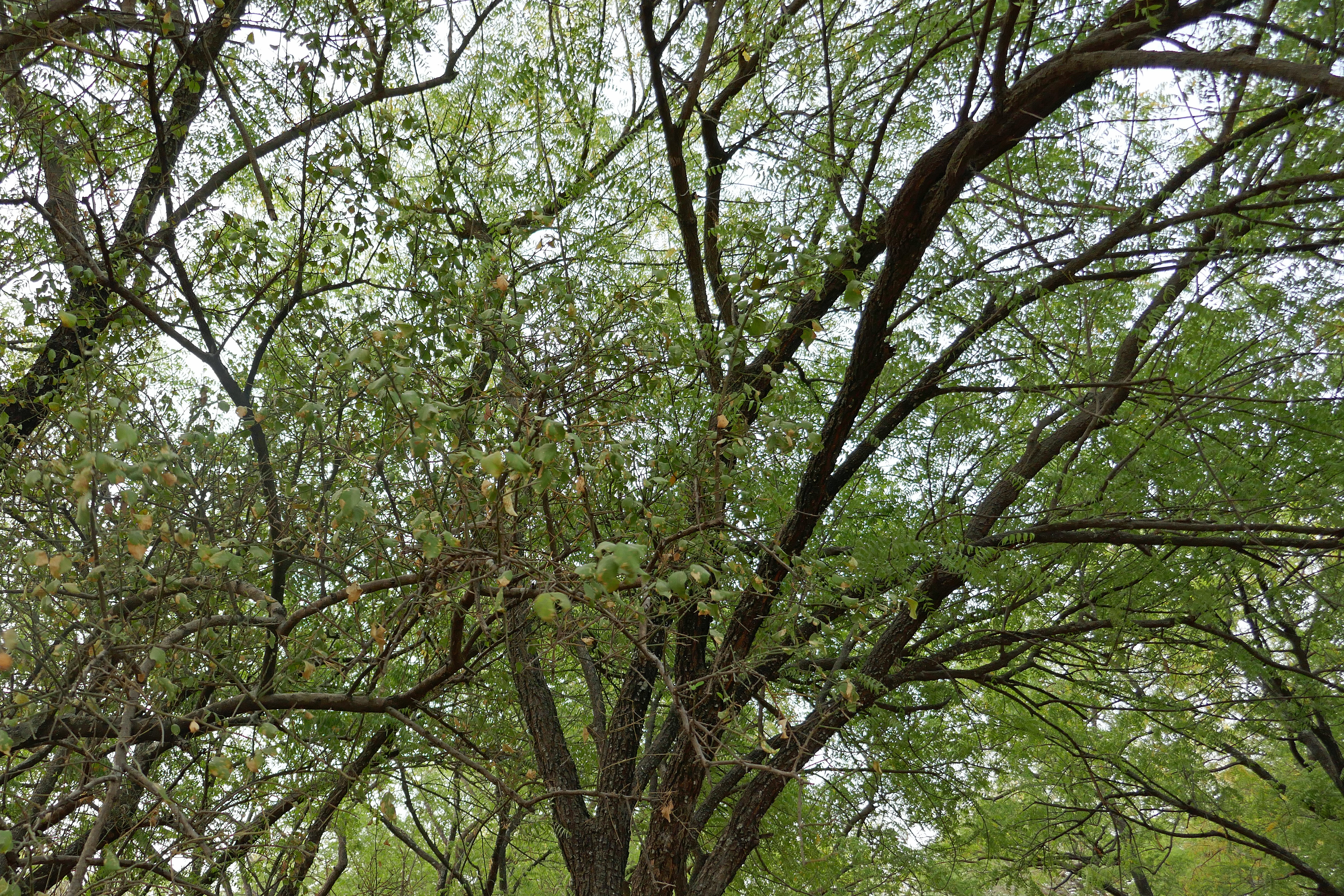
Dattier du désert

## Faune
Le guépard est l'emblème du parc national de la Pendjari. On le trouve dans les savanes herbeuses, notamment le long de la rivière Pendjari. Les lions y sont peu nombreux (une cinquantaine) peut-être à cause de l'importante concurrence exercée par de nombreux autres carnivores. Ceux-ci, outre le guépard, sont principalement le lycaon, l'hyène, le chacal et le léopard. Les lions de la Pendjari, se distinguent par la quasi absence de crinière chez les mâles. 
Parmi les grands herbivores, on observe la présence d'hippopotames, l'Hippopotamus amphibius bien connu qui peut peser jusqu'à 3 ou 4 tonnes.  Un autre grand herbivore est bien sûr l'éléphant d'Afrique. L'éléphant d'Afrique occidentale a les défenses un peu moins longues que celui d'Afrique de l'Est.
Les autres herbivores importants que l'on trouve dans le parc sont le damalisque (ou topi), l'hippotrague (ou antilope chevaline), le cobe de Buffon, le cobe Defassa (ou waterbuck ou antilope sing-sing), le bubale et le buffle d'Afrique.

Mammifères
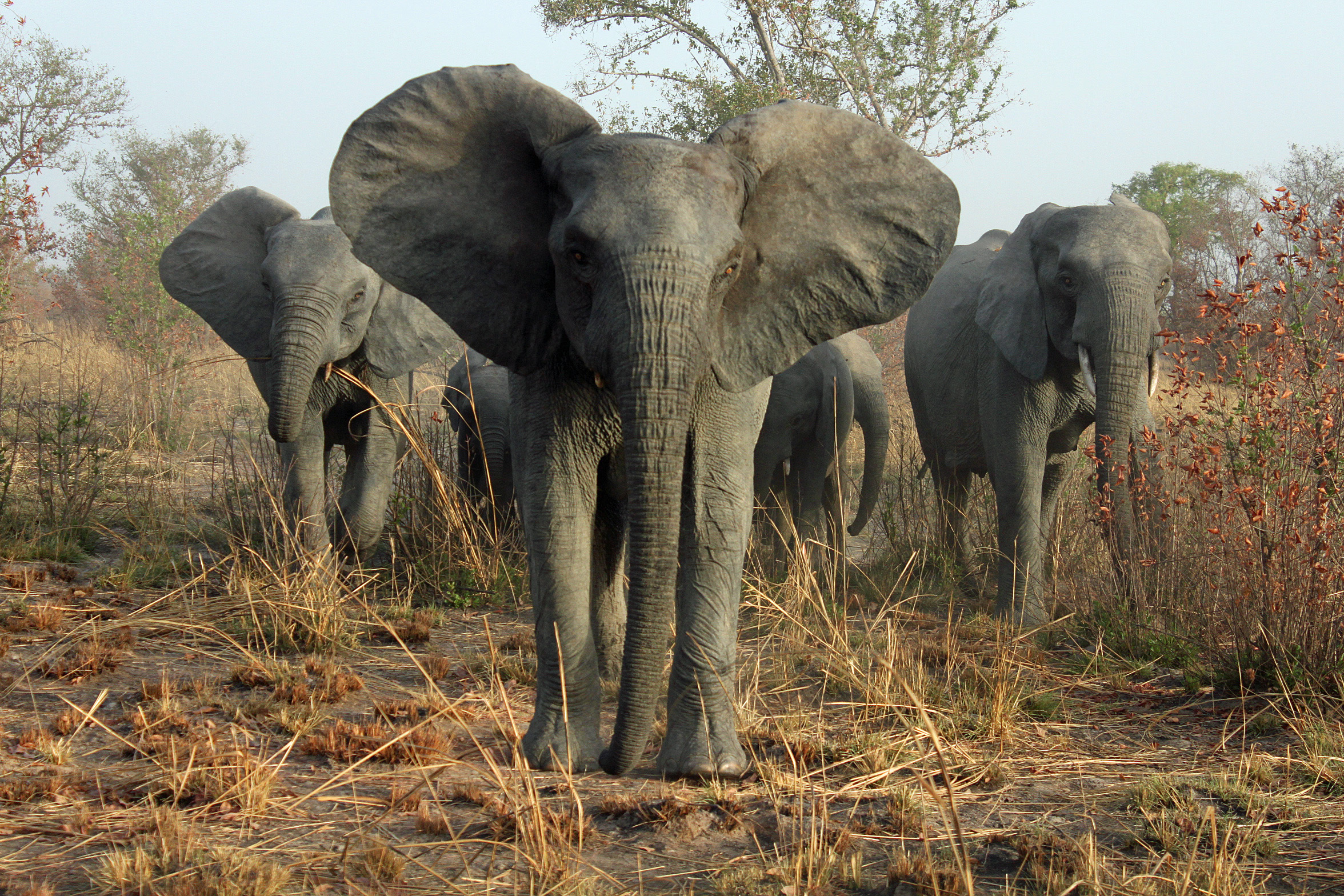
Éléphants de savane
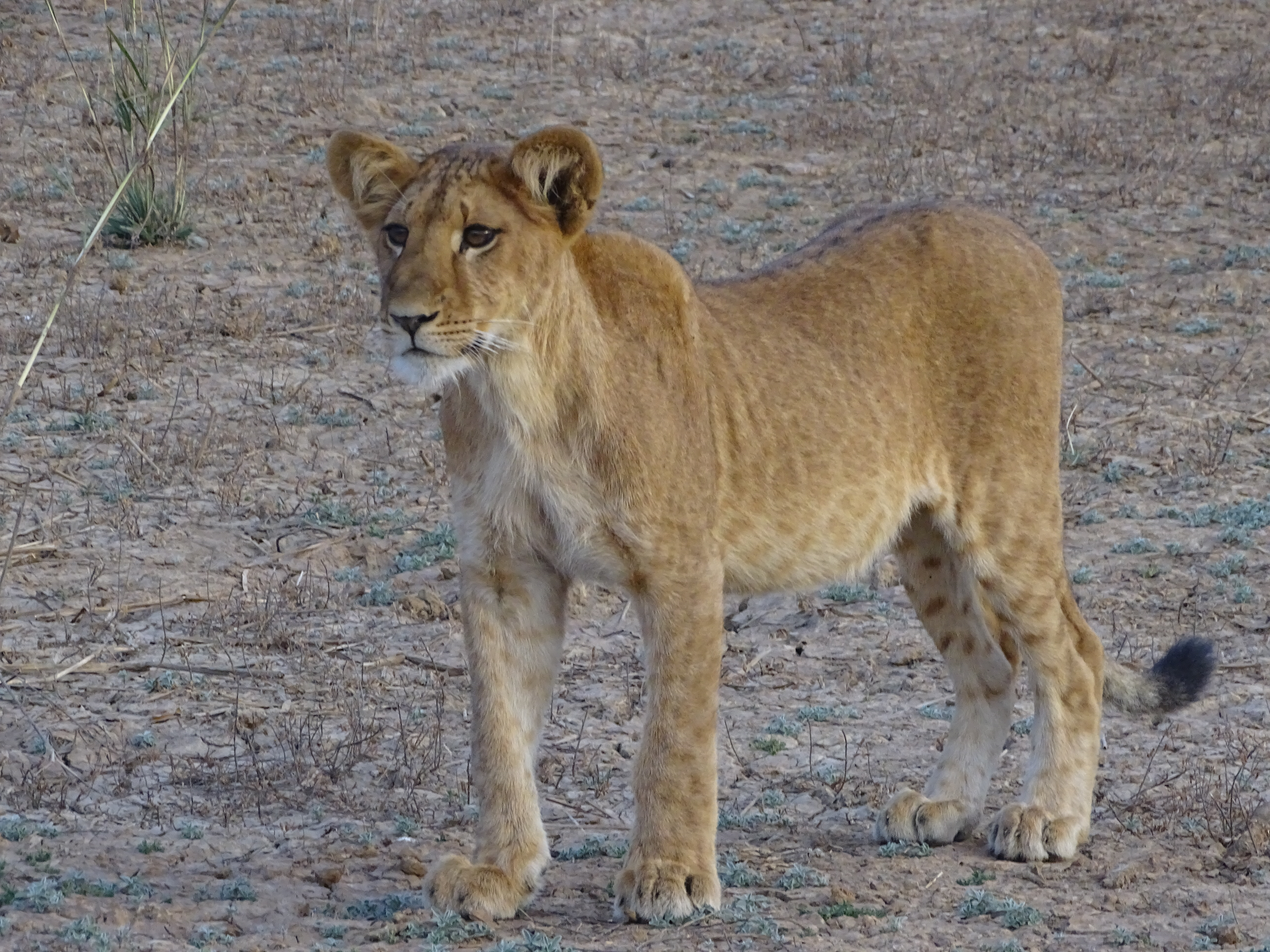
Lionne (Panthera leo senegalensis)
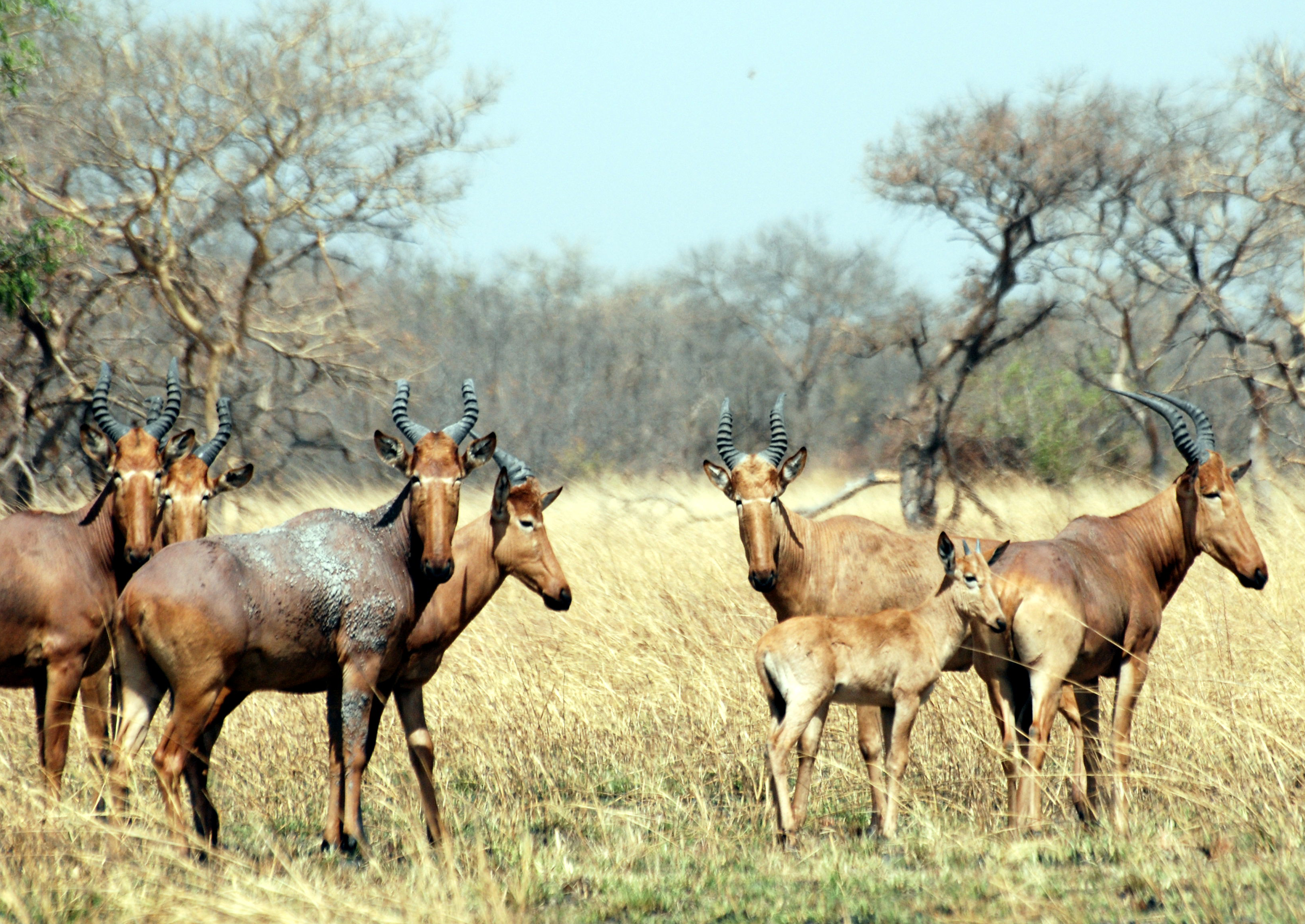
Guib harnaché
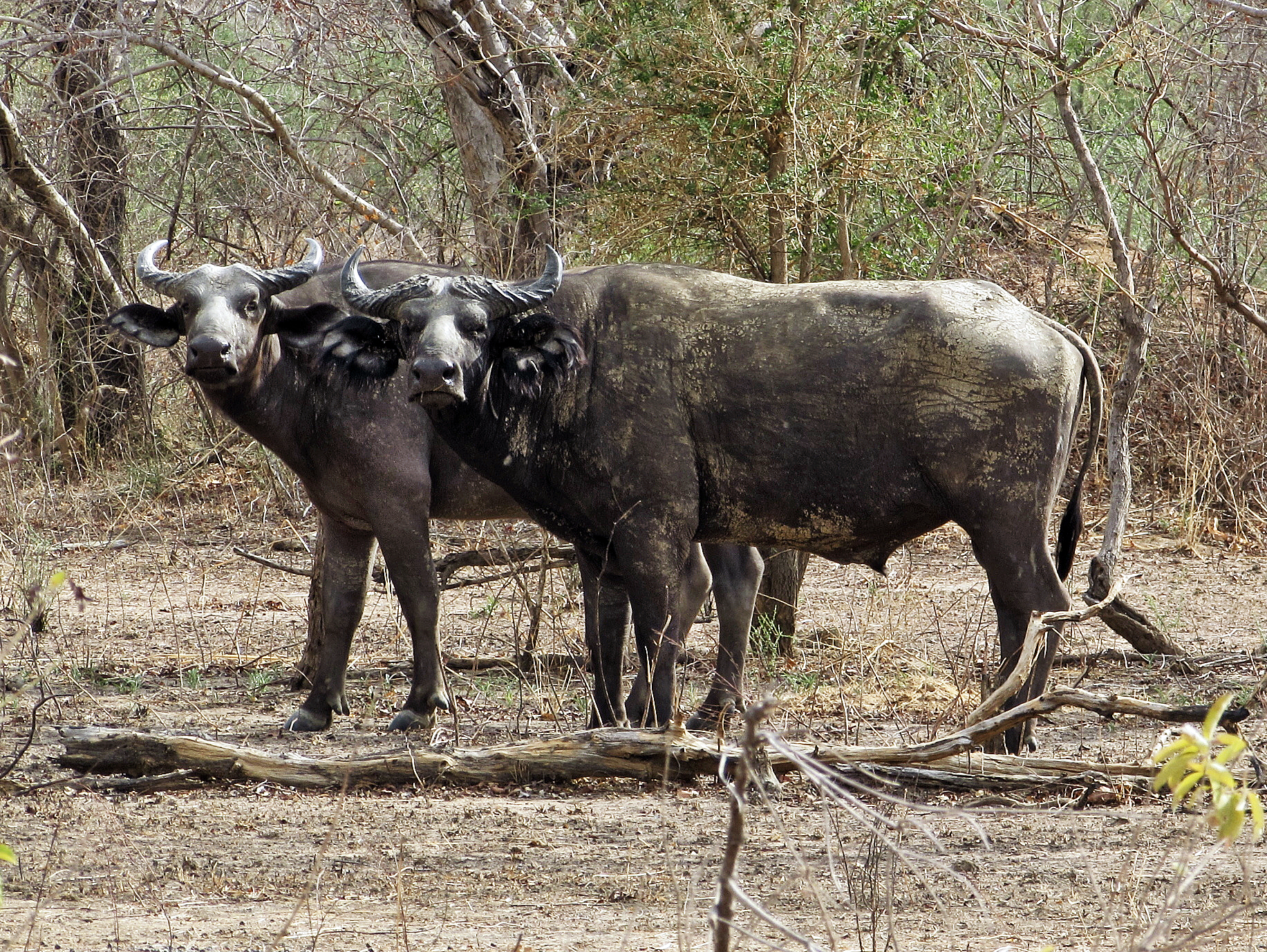
Buffle d'Afrique
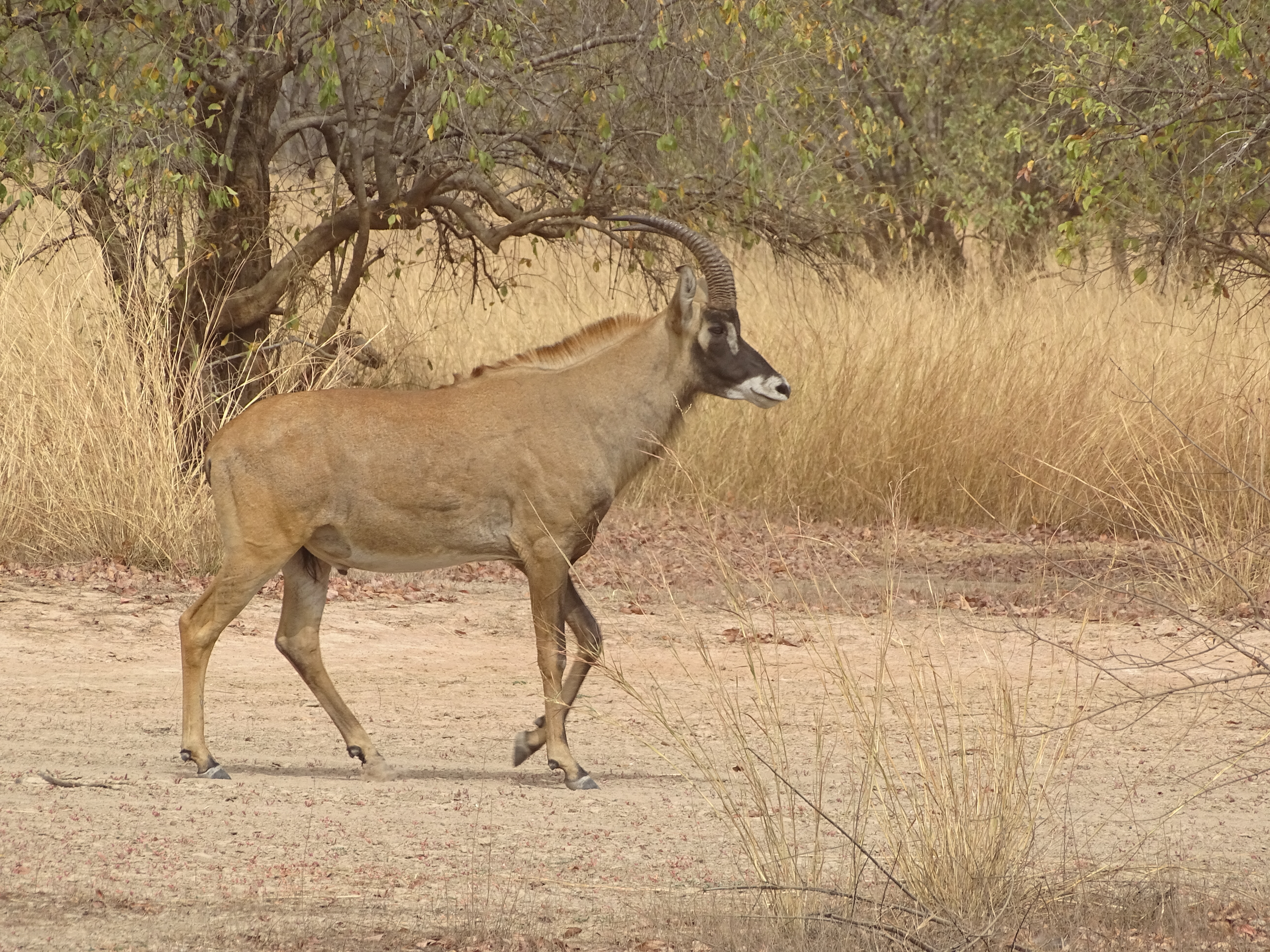
Antilope cheval
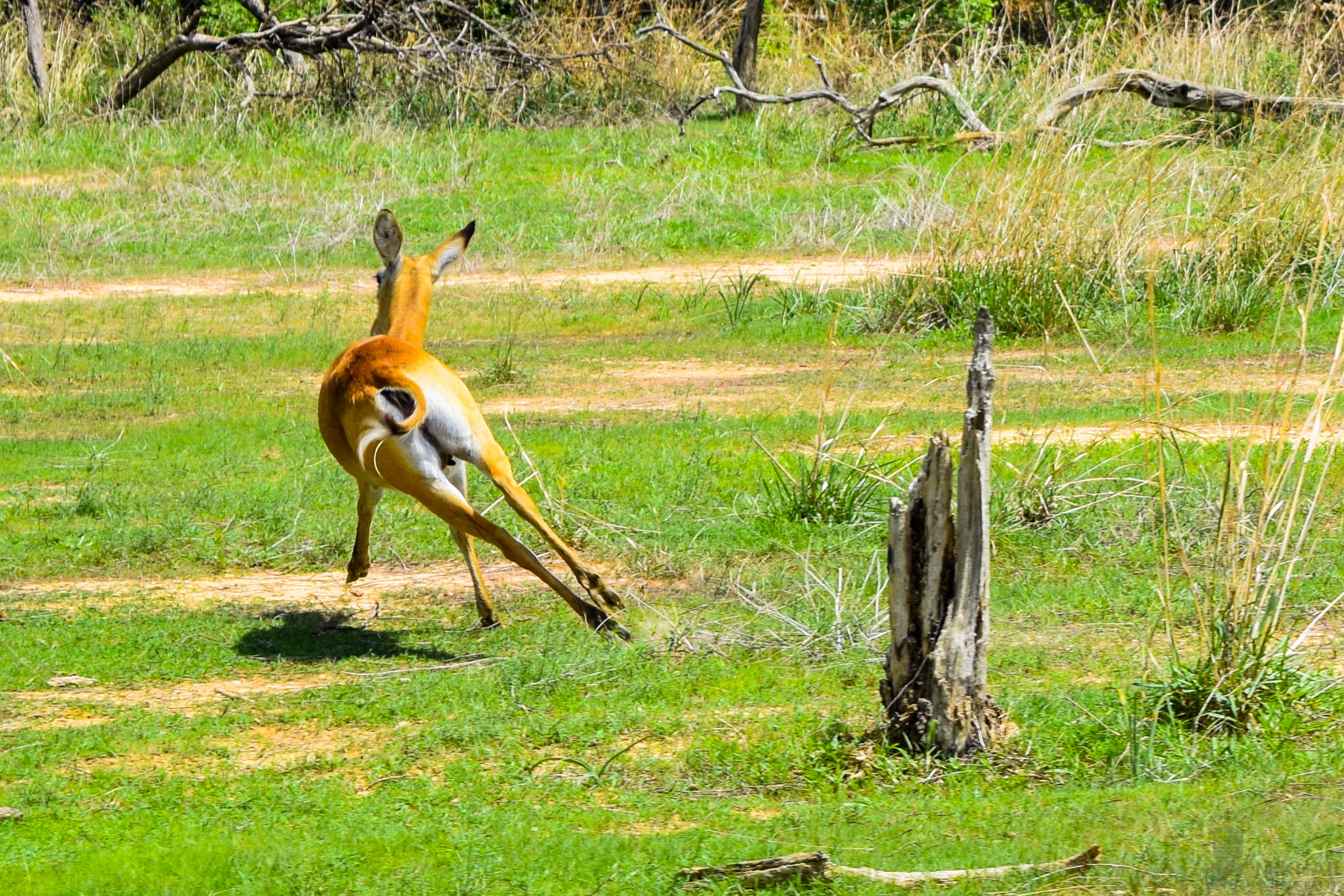
Cob de buffon.
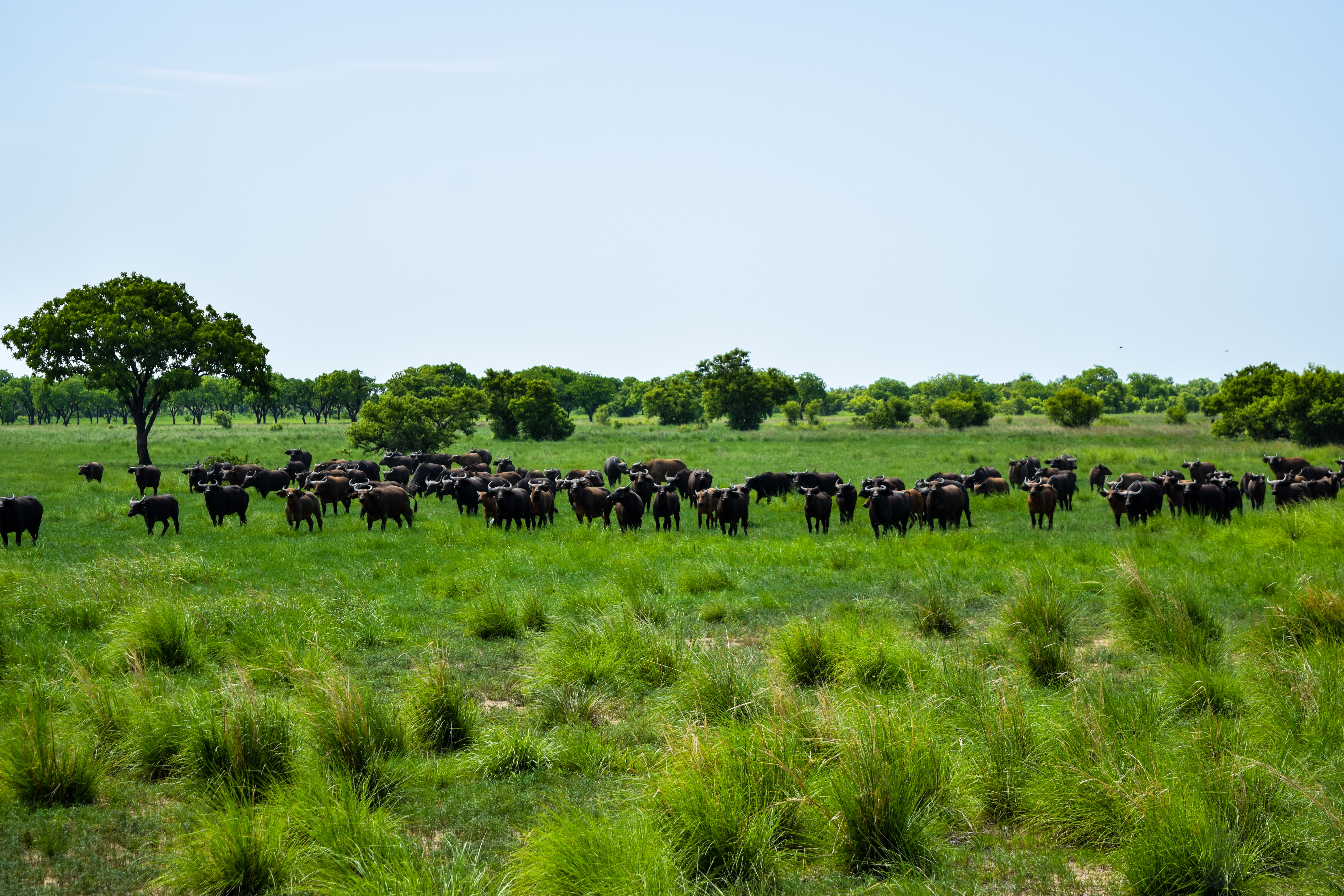
Troupeau de buffles.
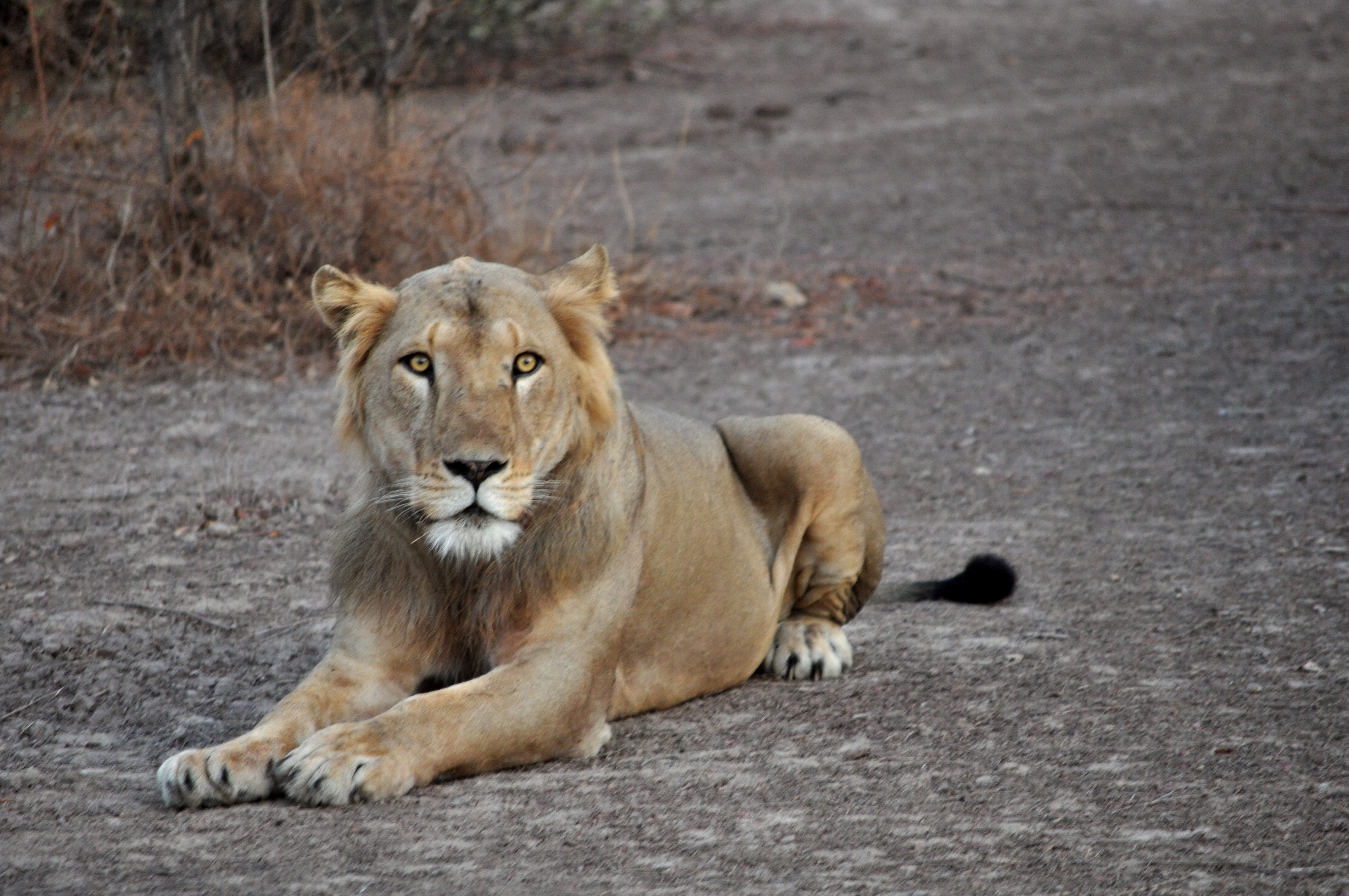
Lion au repos.
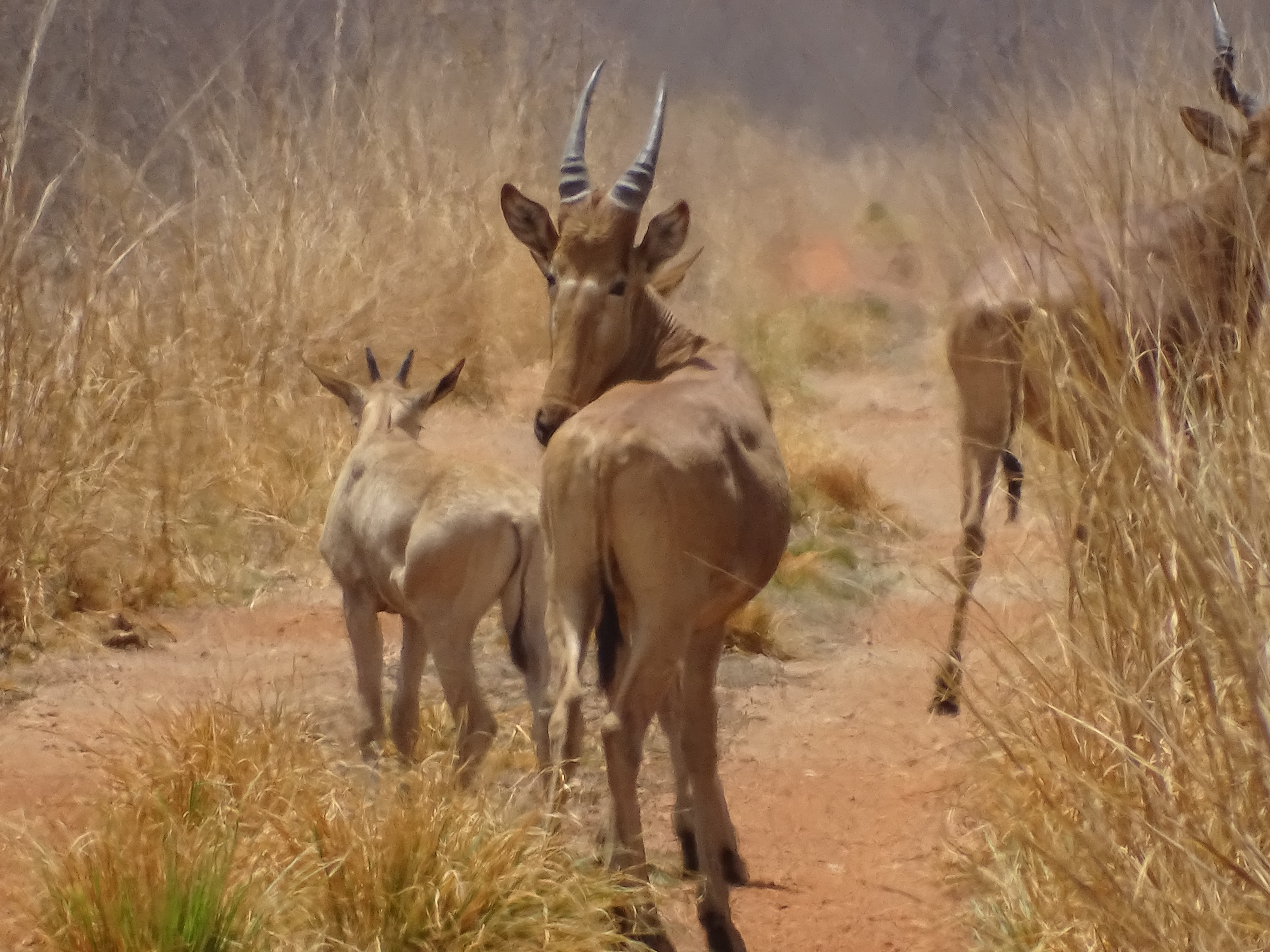
Bubale roux.
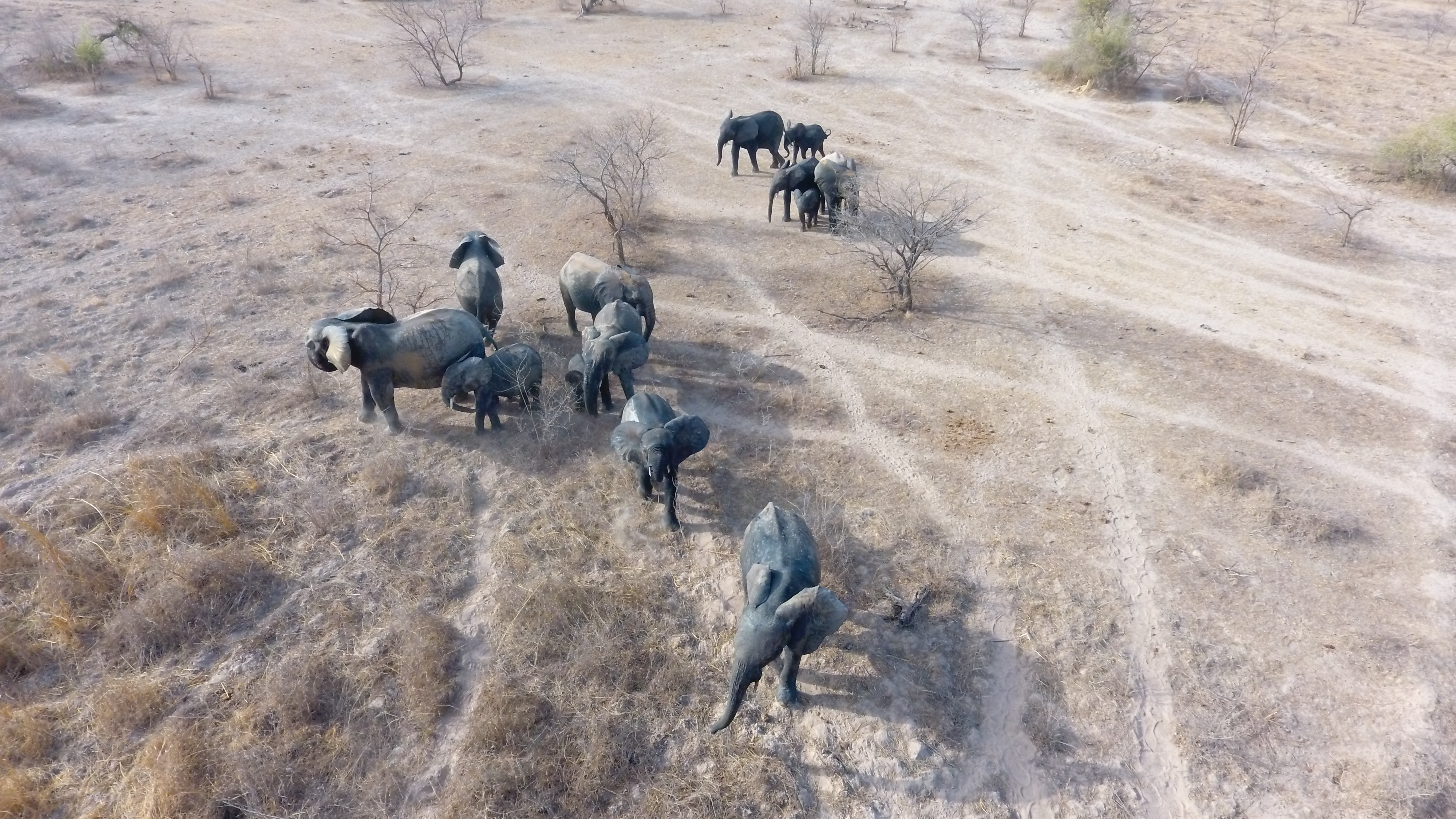
Éléphants de savane africaine

Reptiles
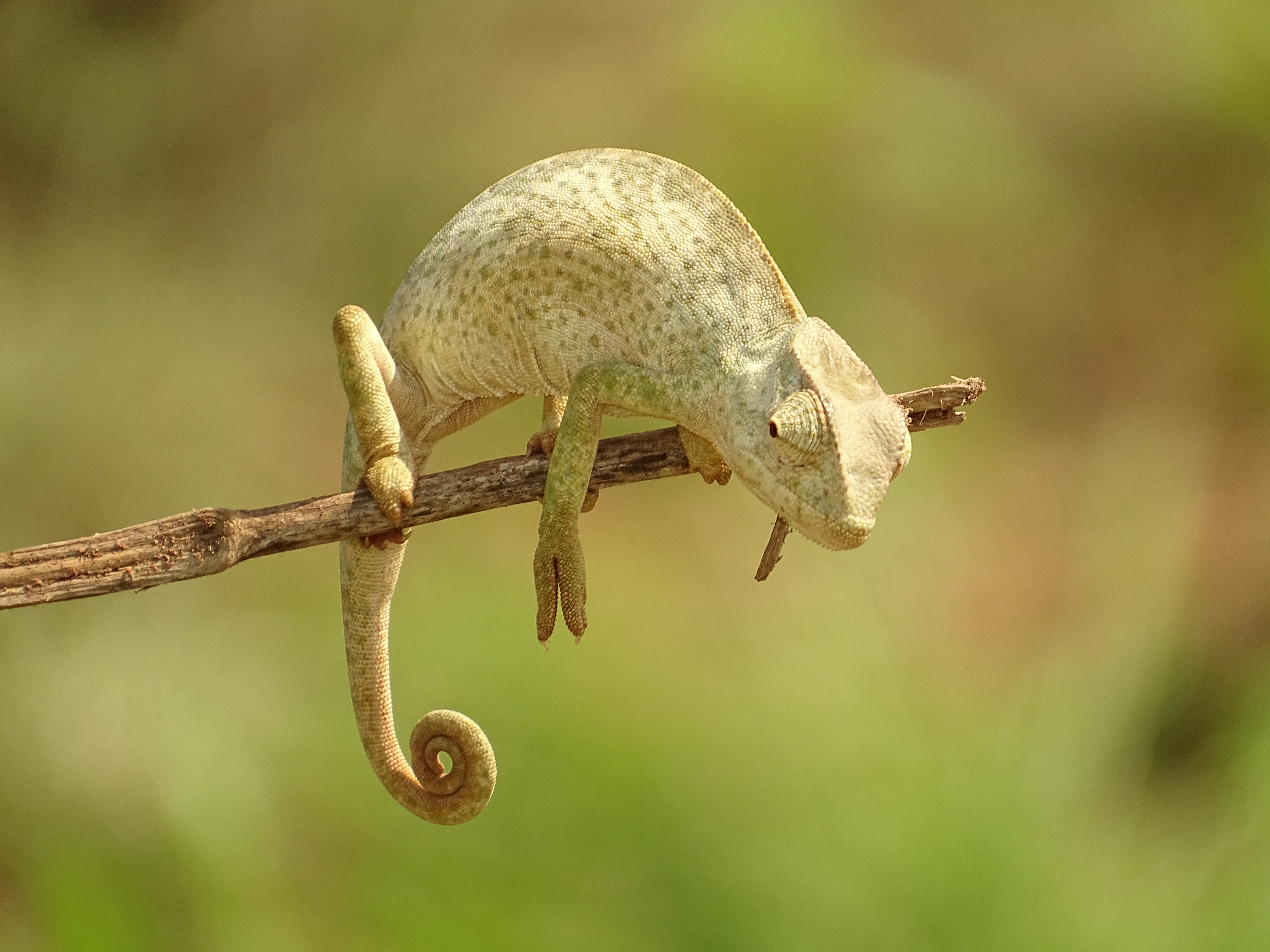
Chamaeleo senegalensis
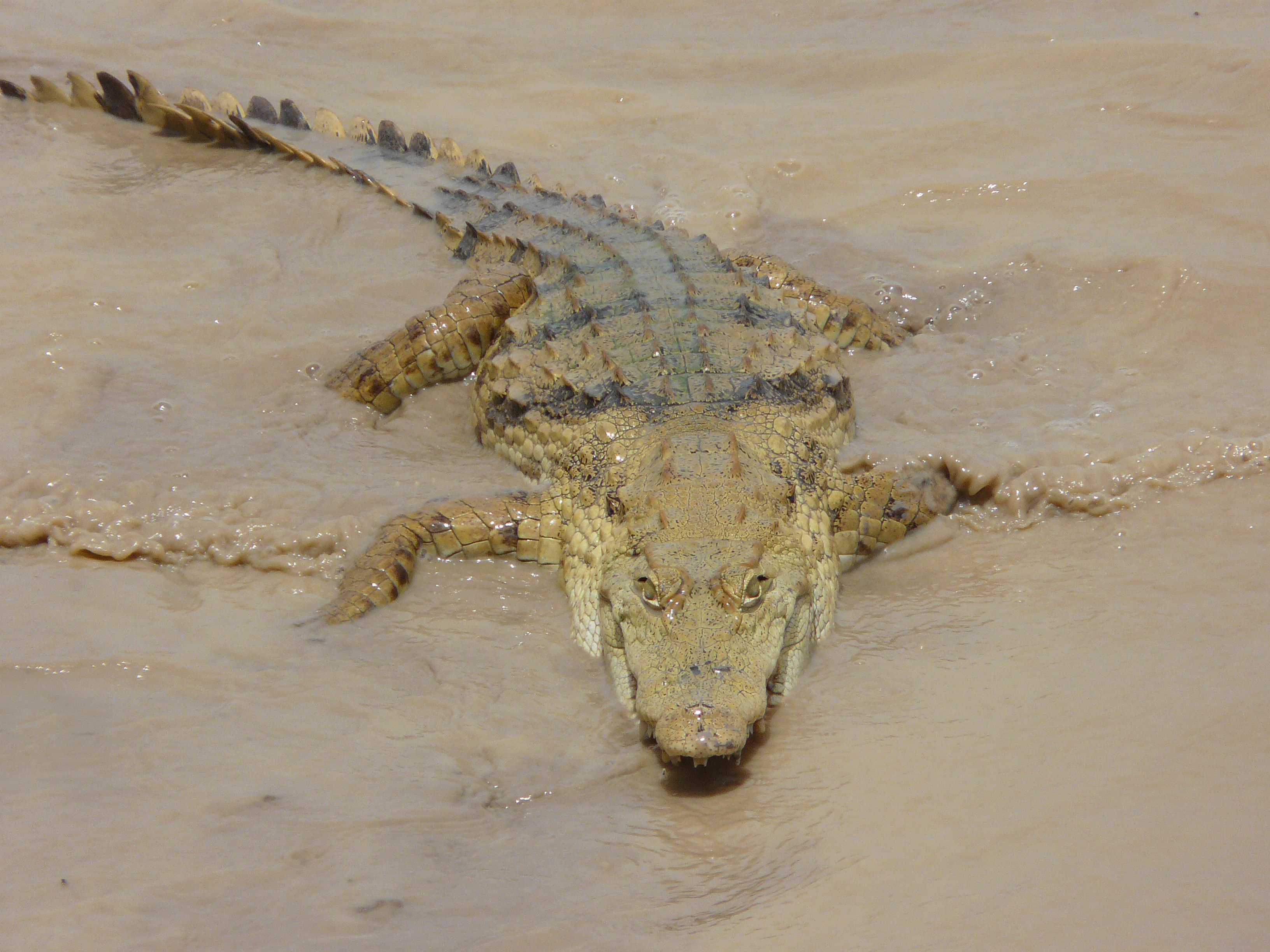
Crocodile
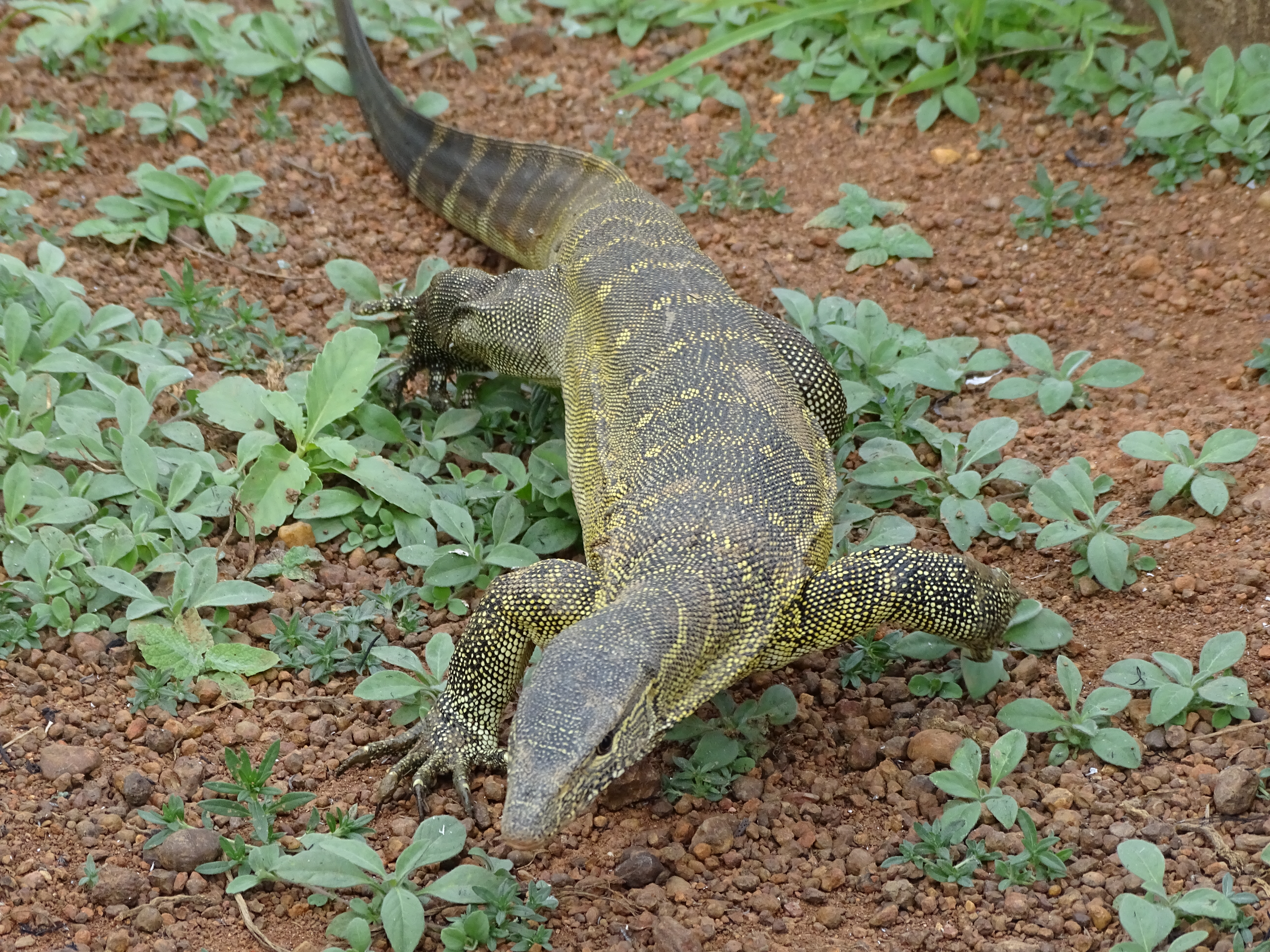
Varan du nil
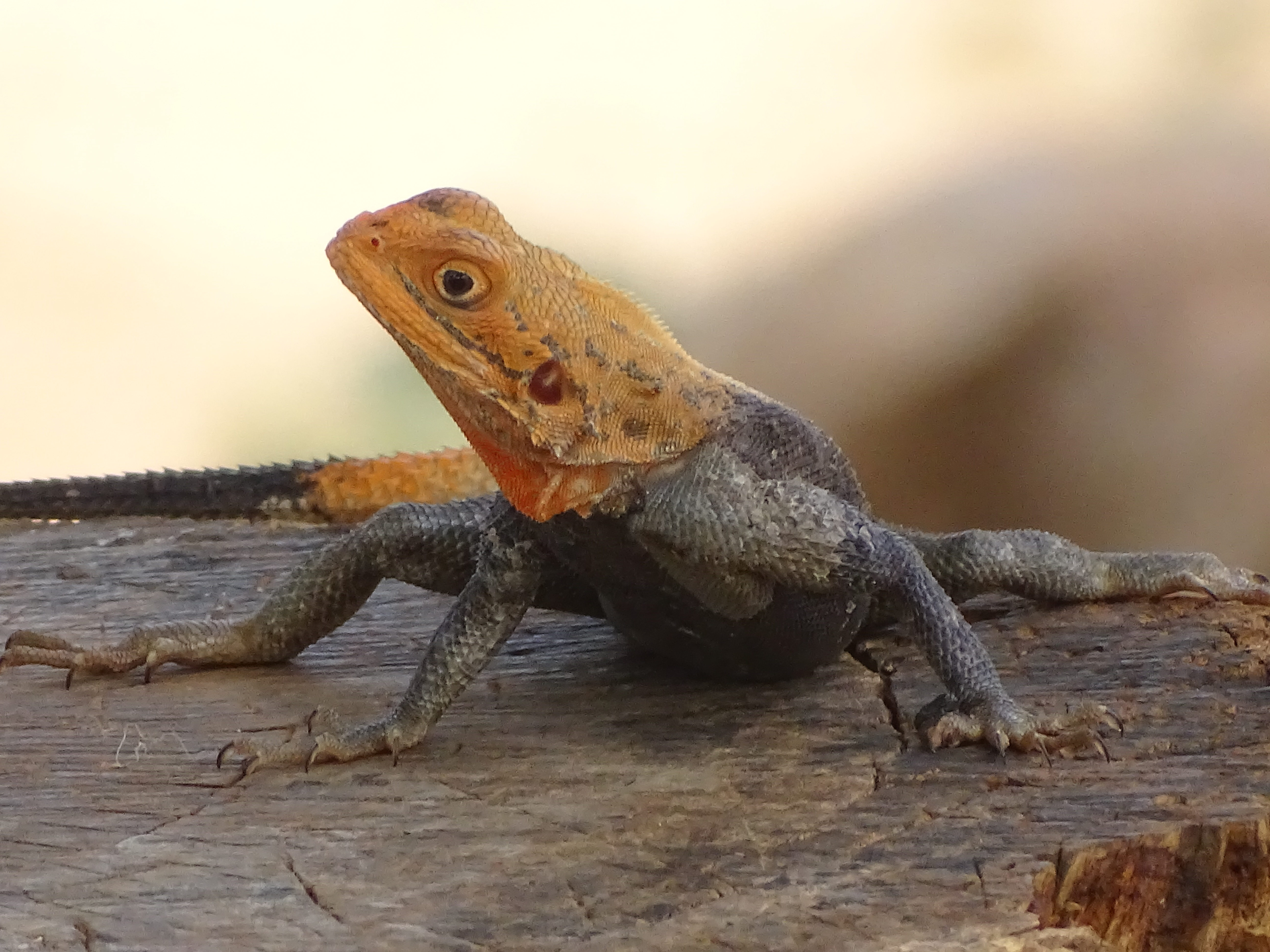
Margouillat
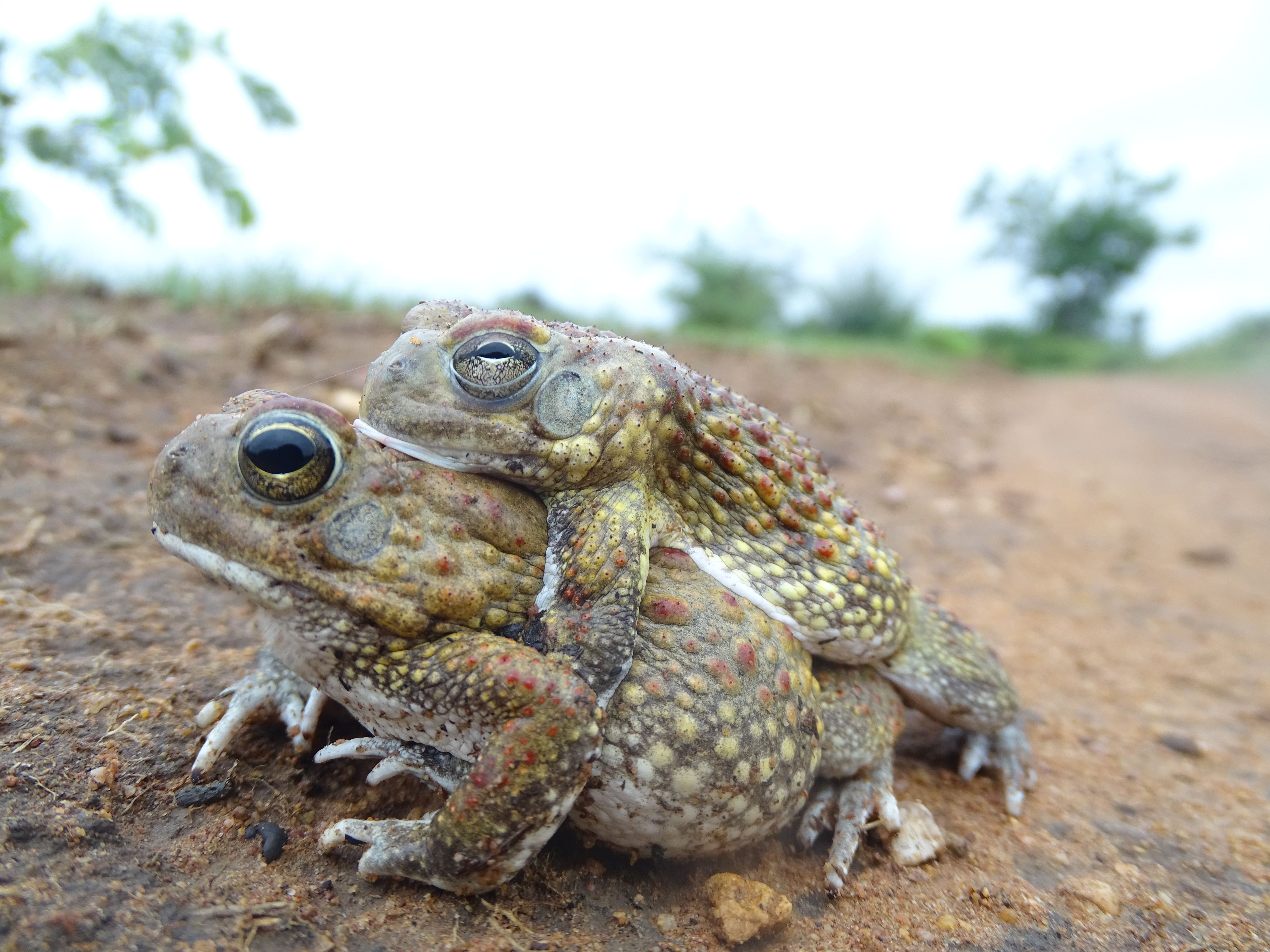
Crapauds africains.
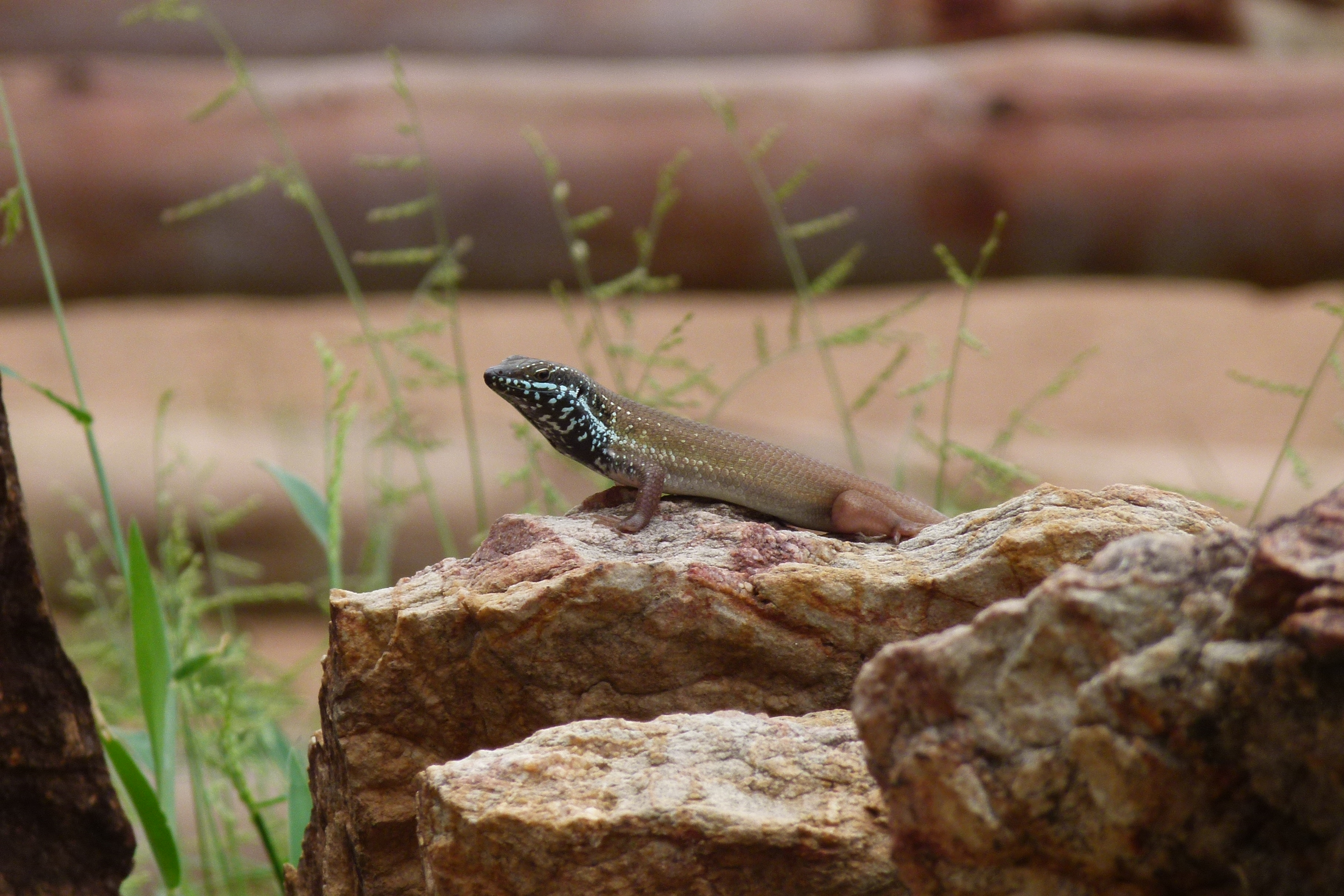
Scinque.
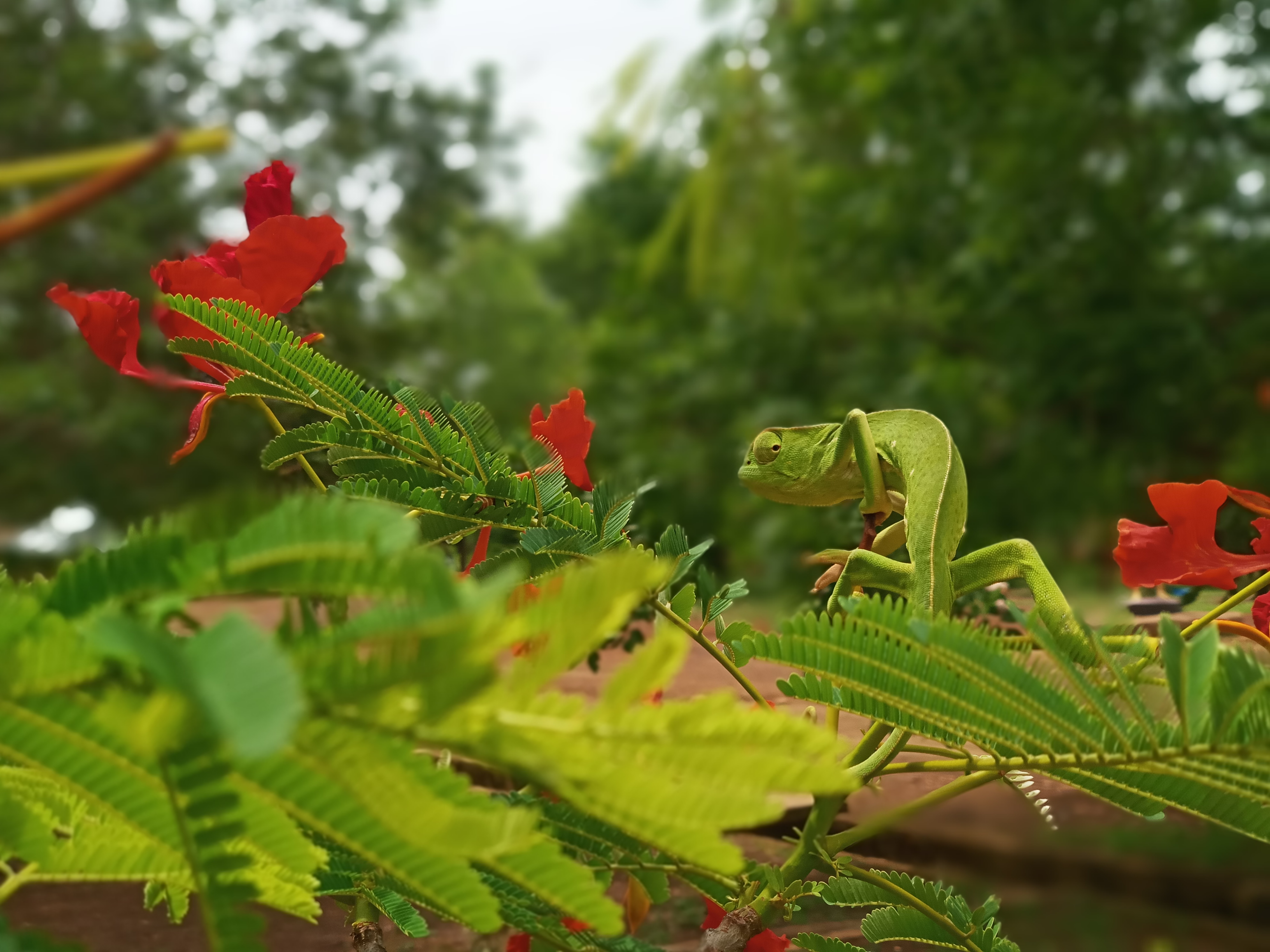
Le caméléon sur le delonix regia

Oiseaux
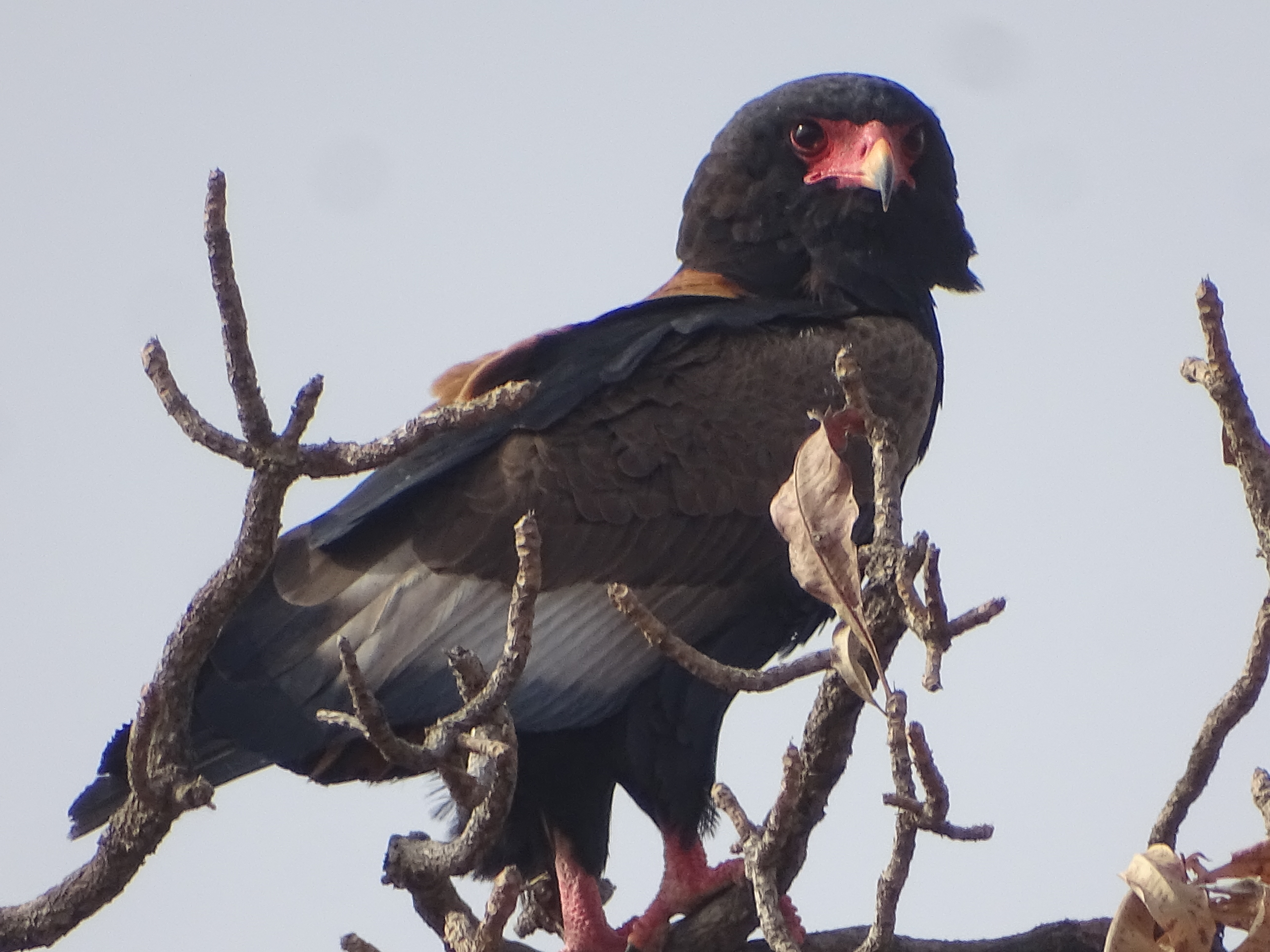
Bateleur des savanes (Terathopius ecaudatus).
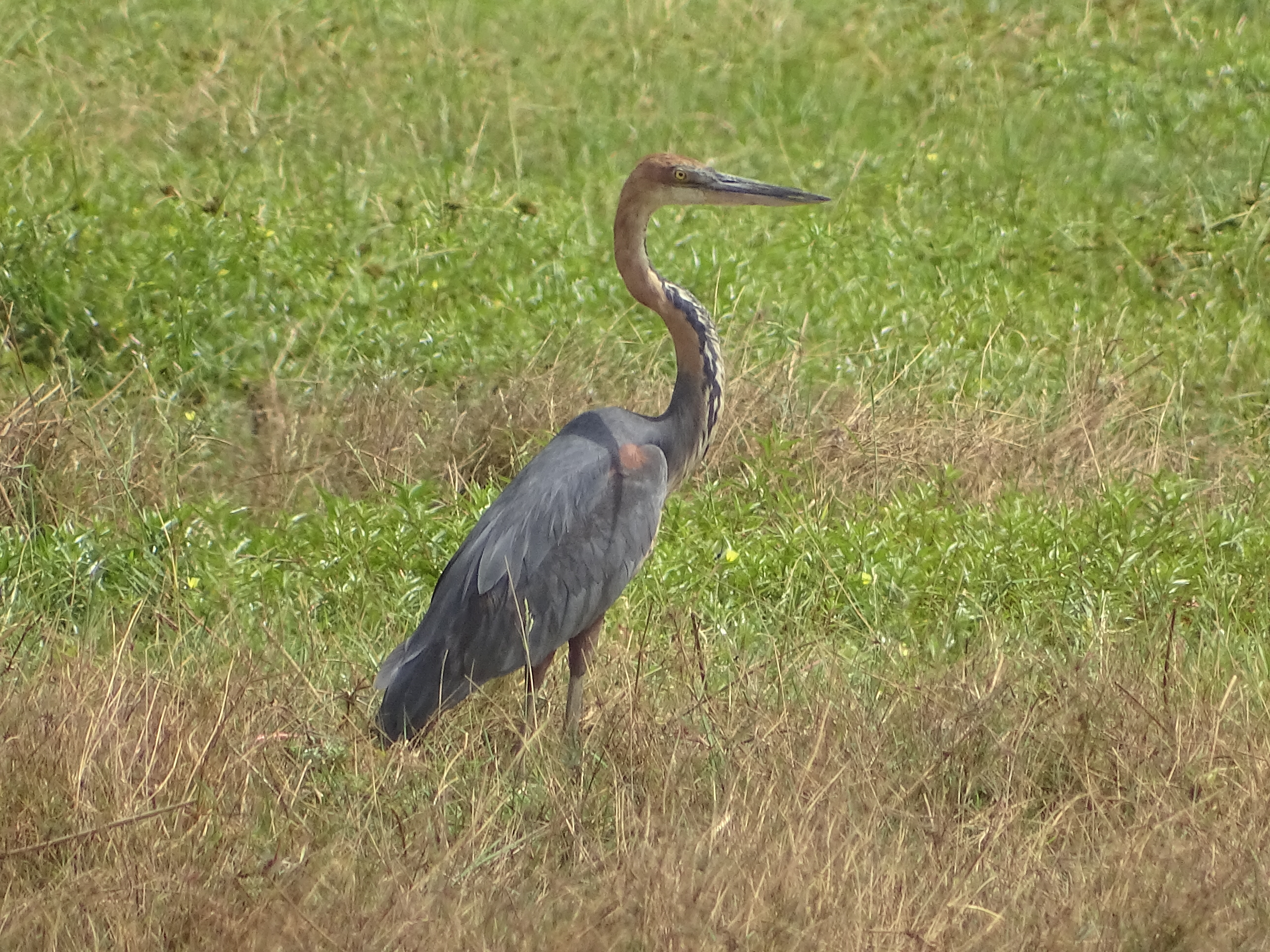
Héron goliath (Ardea goliath).
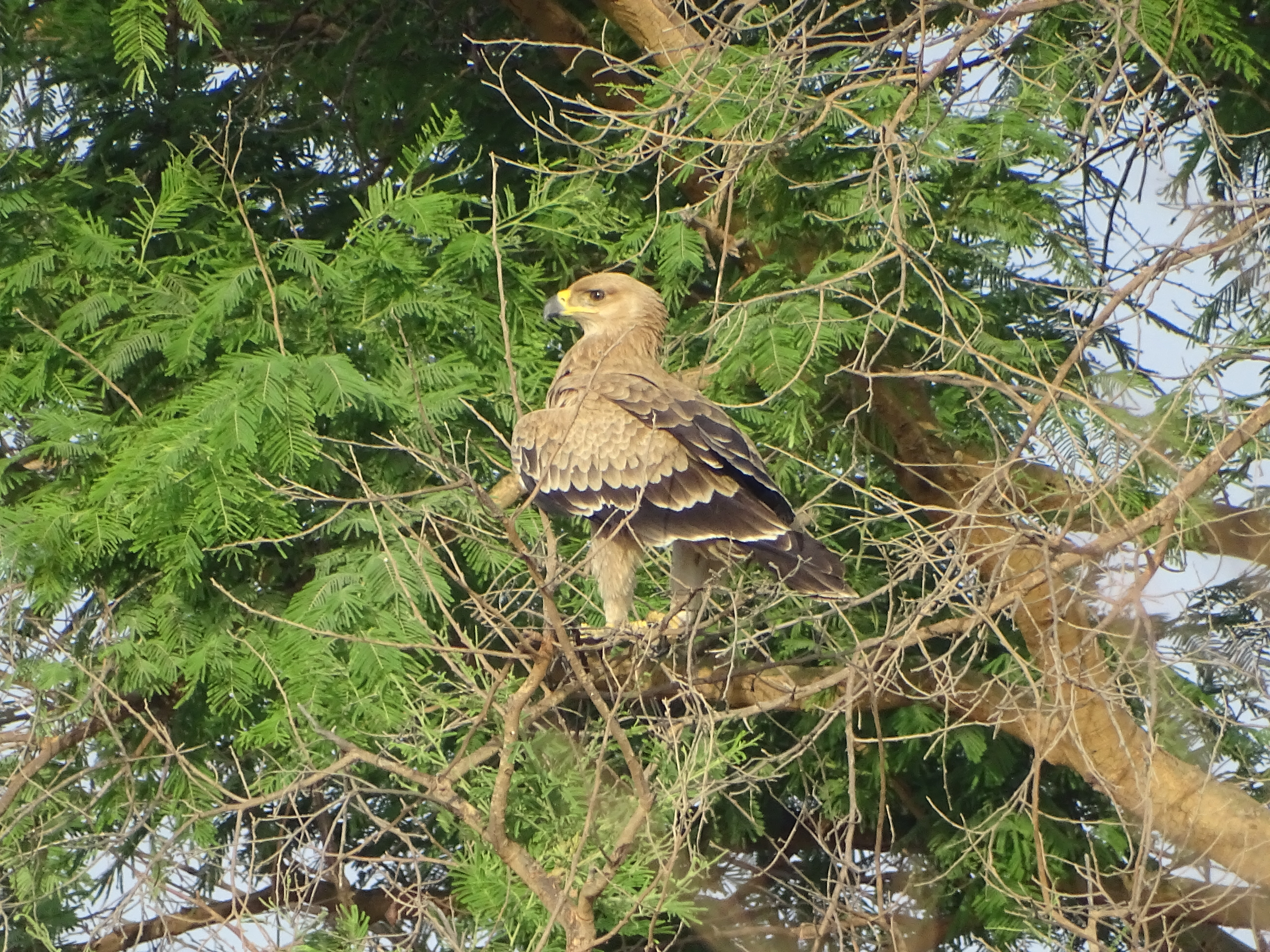
Aigle ravisseur (Aquila rapax).
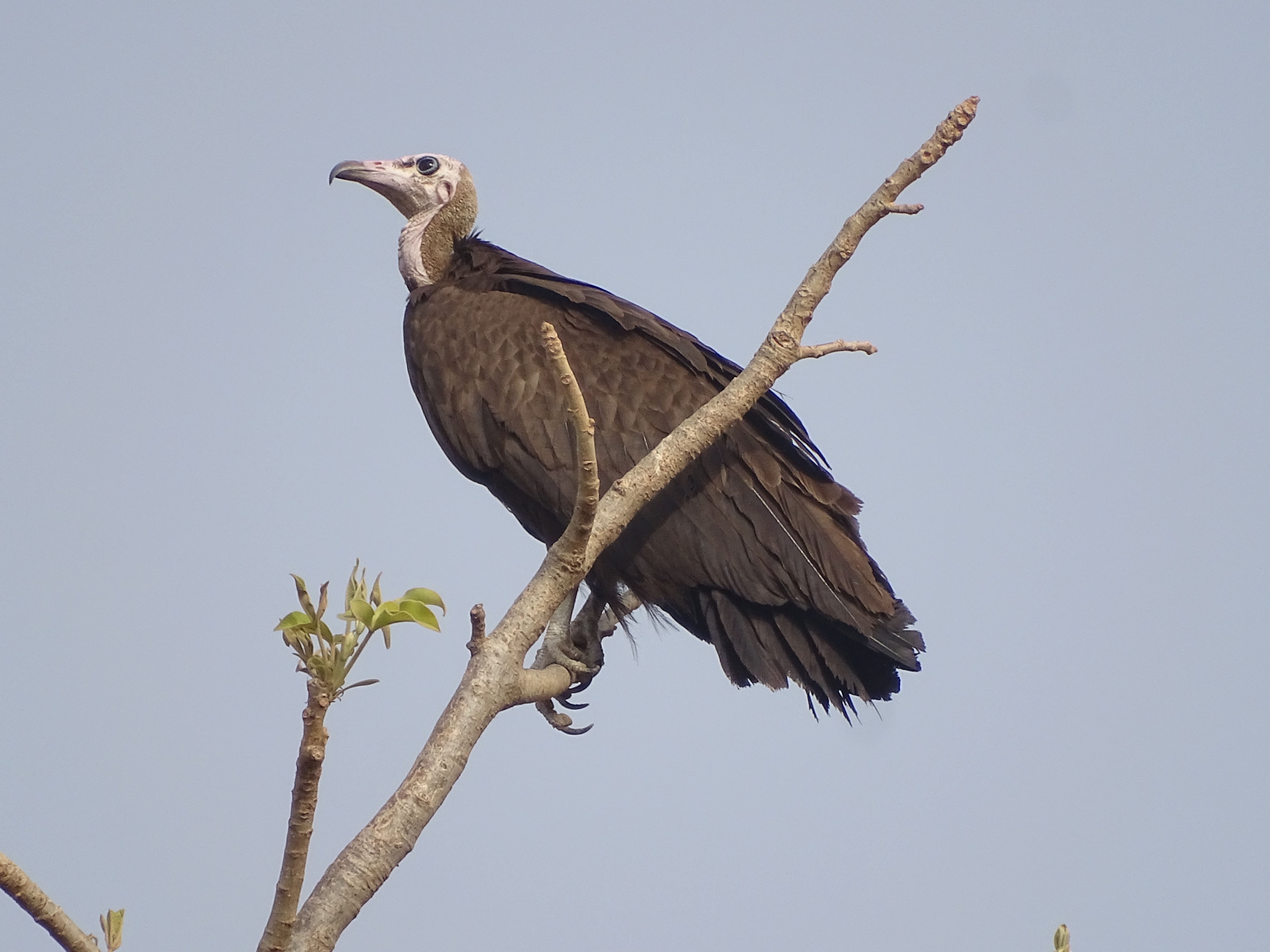
Vautour charognard (Necrosyrtes monachus)
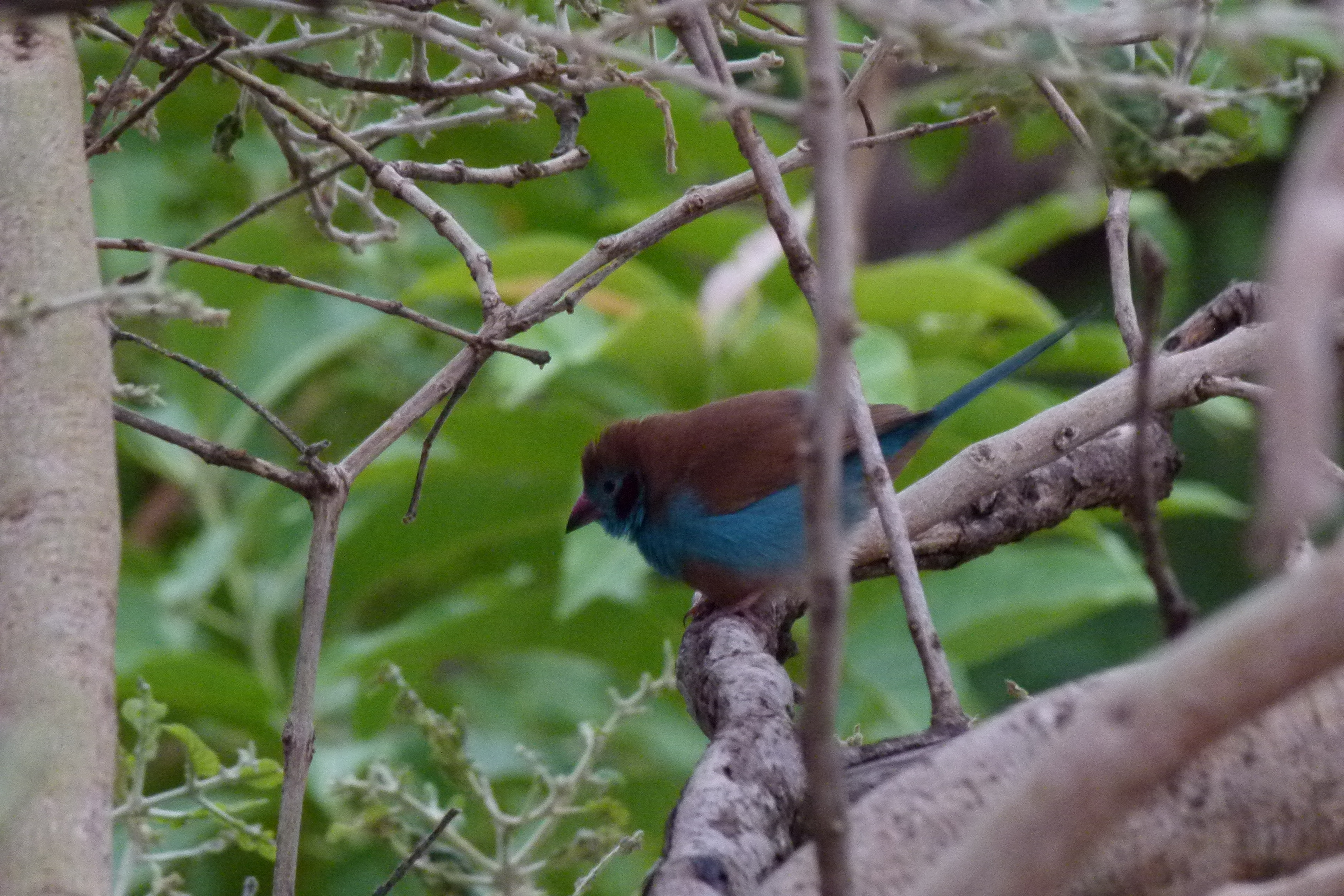
Cordonbleu à joue rouge (Uraeginthus bengalus).
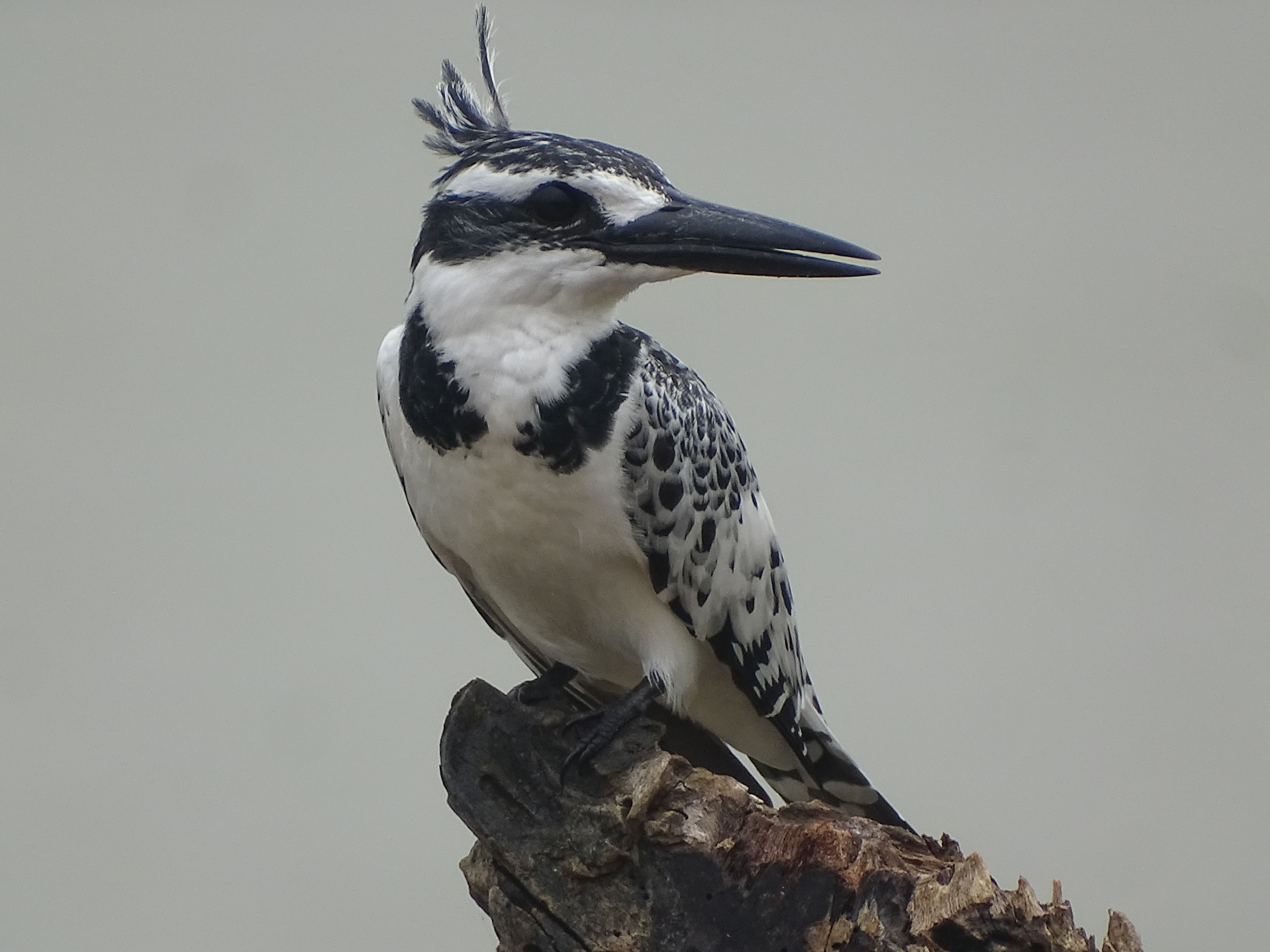
Martin-pêcheur pie.
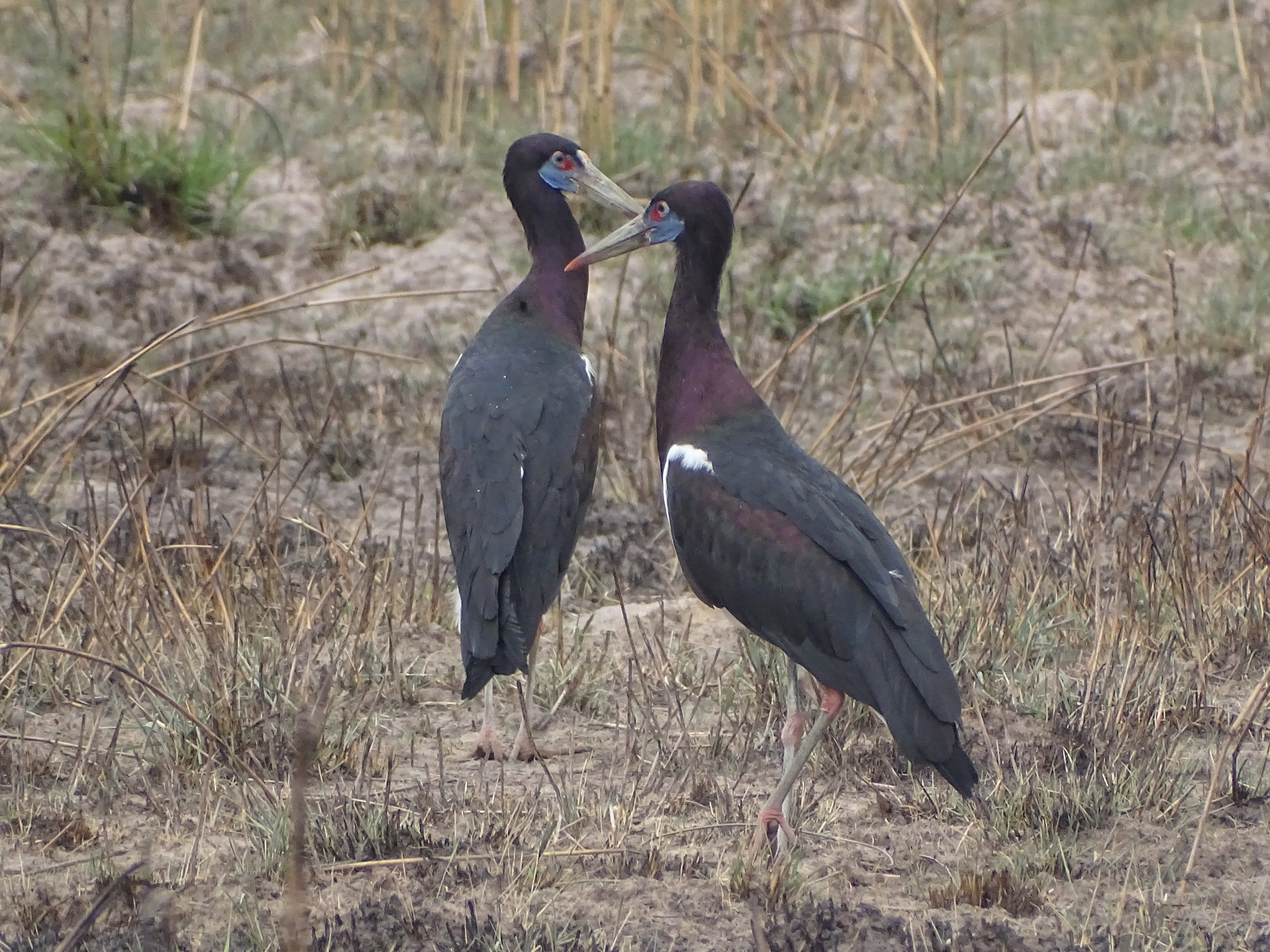
Cigognes d'Abdim

Insectes
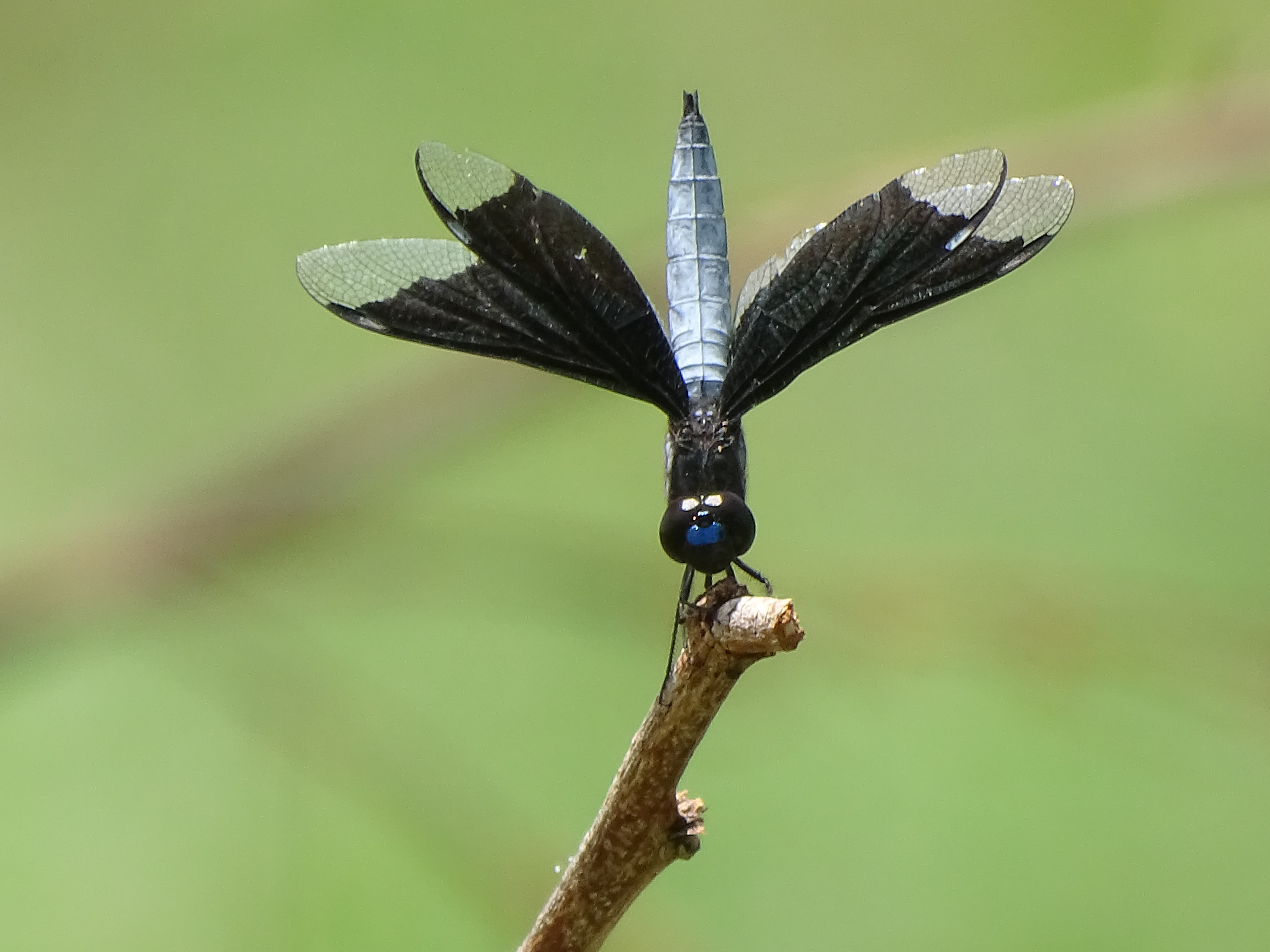
Lucia widow
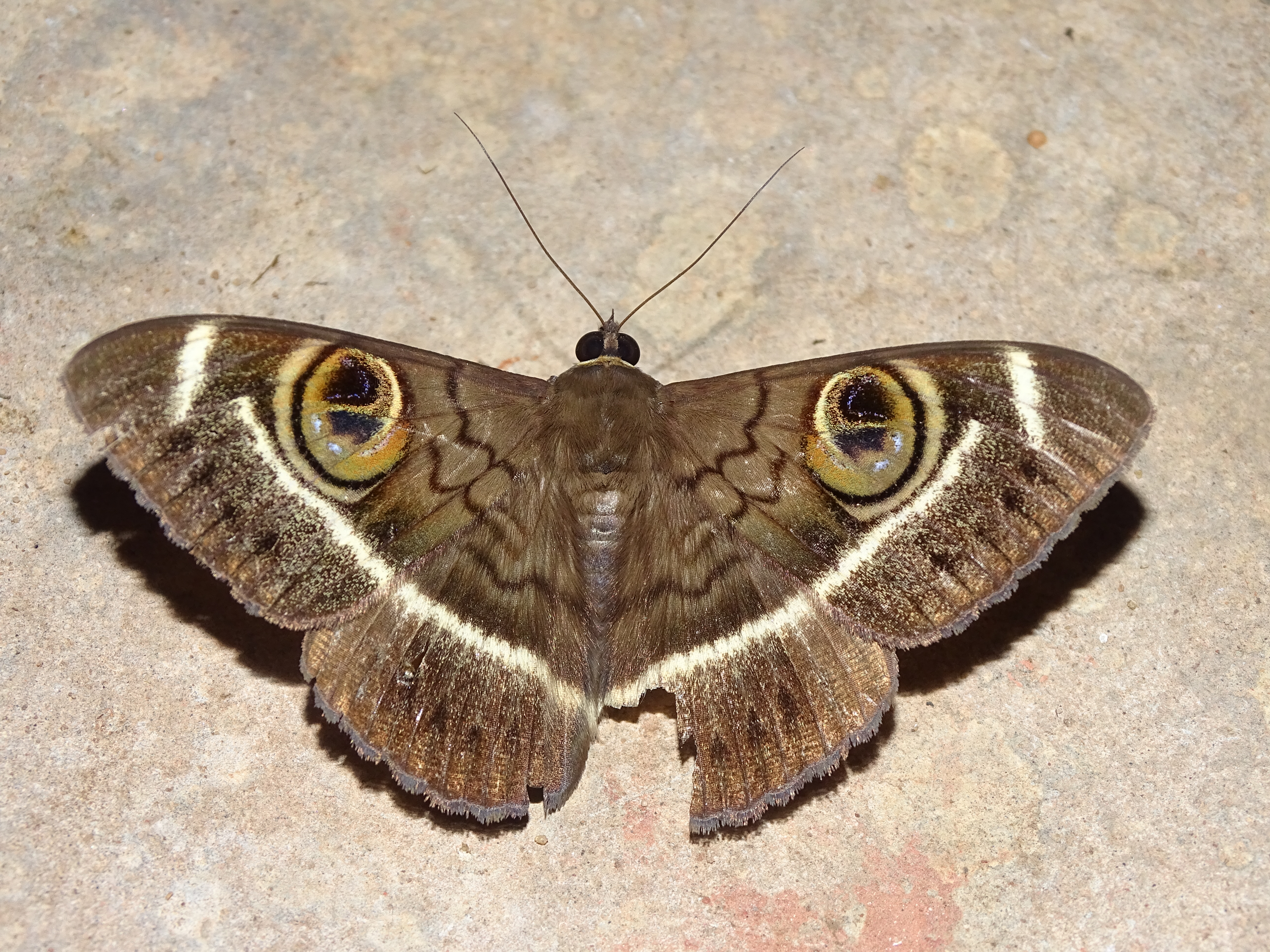
Cyligramma latona
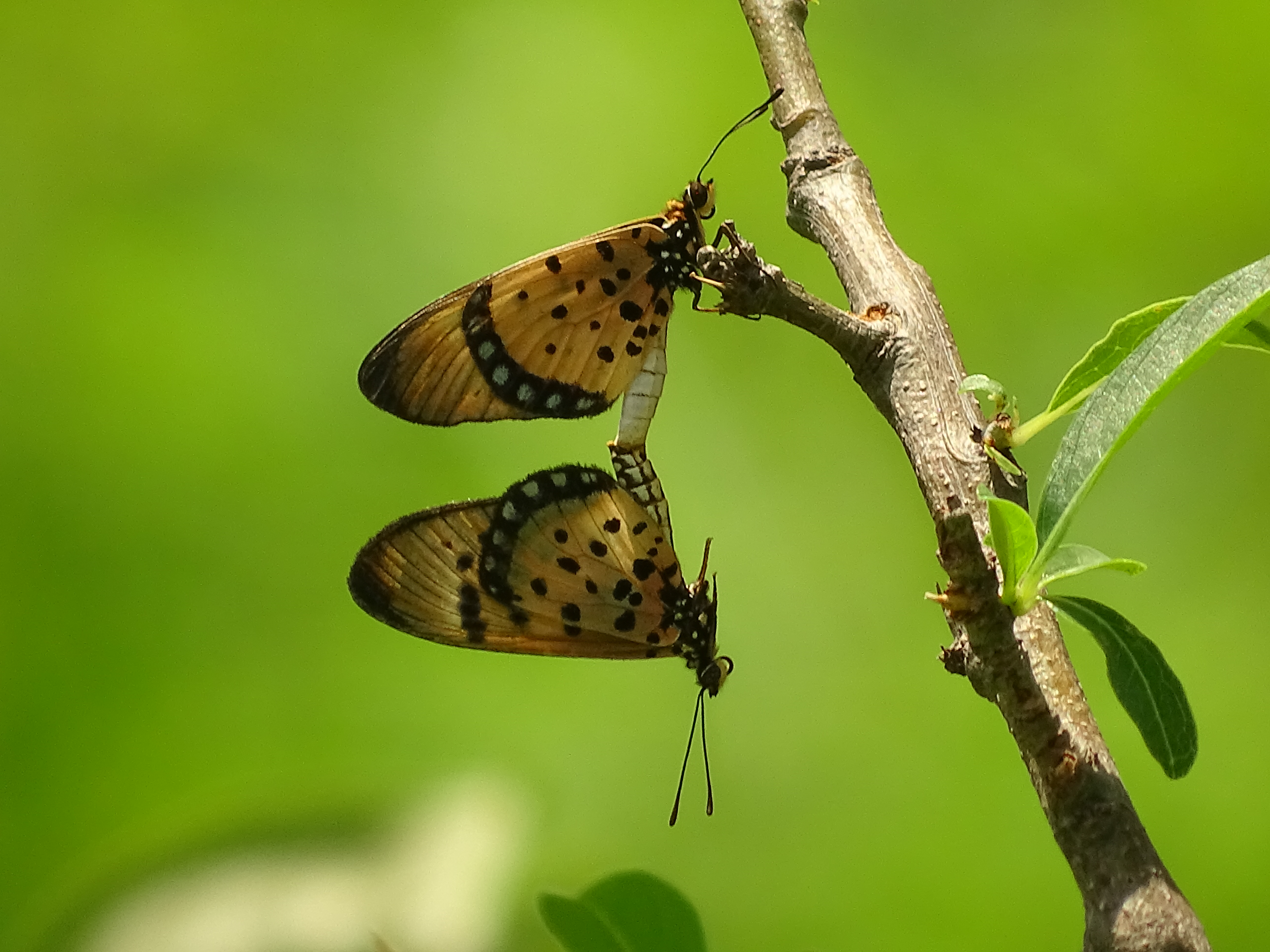
Acraea caecilia
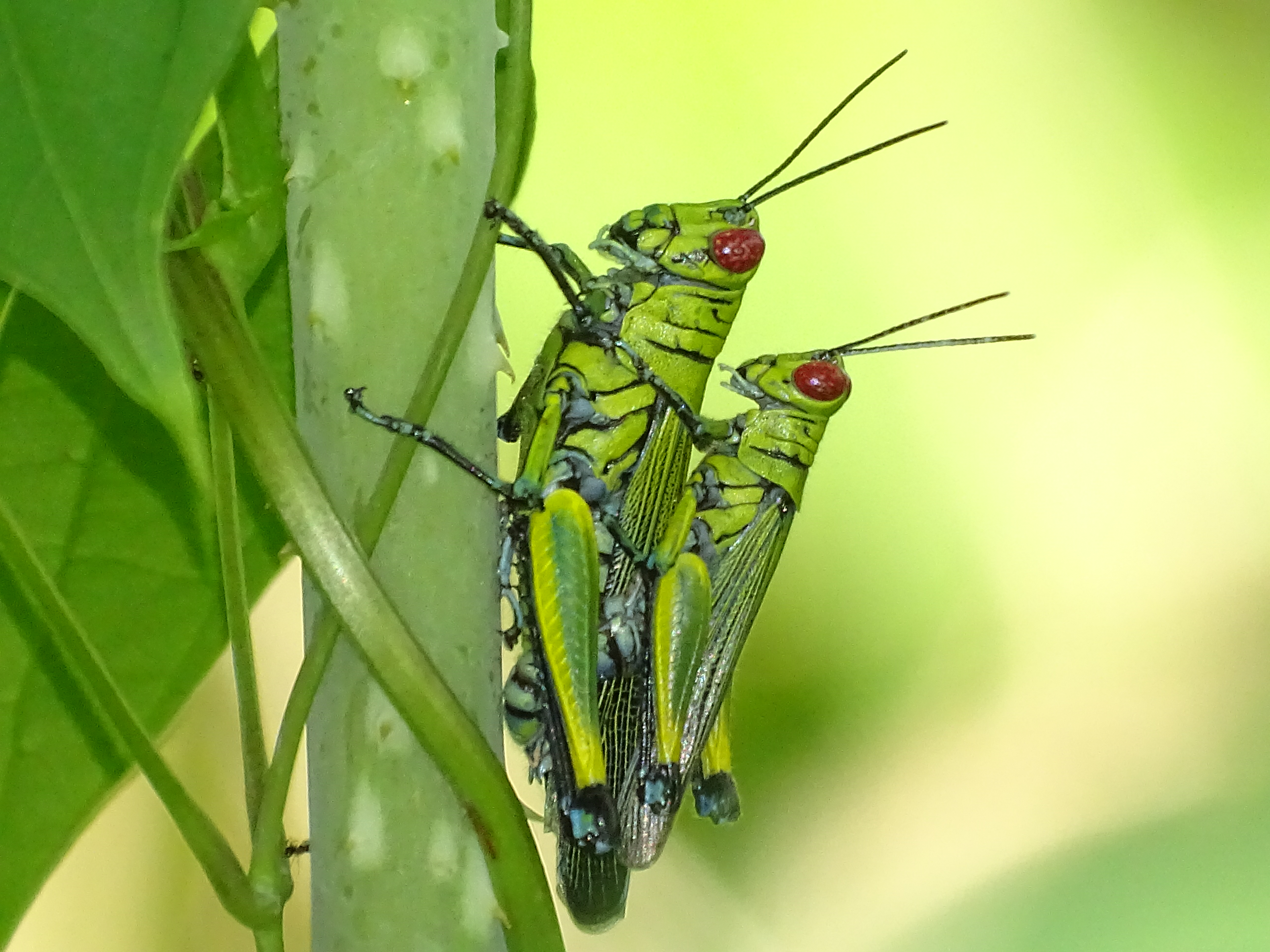
Eupropacris coerulea

## Tourisme
Limité par des quotas, le tourisme cynégétique n'est autorisé dans la réserve qu'en-dehors des limites du parc national, où seul le tourisme de vision est pratiqué, facilité par la présence d'un grand nombre d'espèces phares. Plusieurs miradors, particulièrement au bord des mares (Bali, Sacrée, Yangouali, Tiabiga, et Diwouni), facilitent l'observation.
Cette forme de tourisme constitue une importante source de revenus pour le CENAGREF. Elle joue également un rôle dans la dissuasion des braconniers et conserve pour le moment un impact limité sur la quiétude de la faune, sauf en quelques points (mare Bali) et pour une courte période, à Noël ou à Pâques.
Au cours de la saison 2008-2009, quelque 7 000 touristes ont visité le parc, un chiffre qui reste modeste par rapport aux entrées dans les grands parcs d'Afrique de l'Est, au Kenya ou en Tanzanie, mais qui pourrait être exploité davantage moyennant des aménagements complémentaires.
Les touristes viennent principalement d'Europe et de la sous-région ouest-africaine (Bénin, Togo, Niger, Burkina Faso). En 2008/2009, 39% des visiteurs étaient de nationalité française, 34% étaient Béninois. D'autres nationalités sont également représentées (Allemands, Américains, Belges), mais en petit nombre.
Le 1er mai 2019, deux touristes français sont enlevés dans le parc par un groupe djihadiste et le Parc est jusqu'à nouvel ordre classé en "zone rouge" (formellement déconseillée) par le ministère des Affaires étrangères français.

Infrastructures
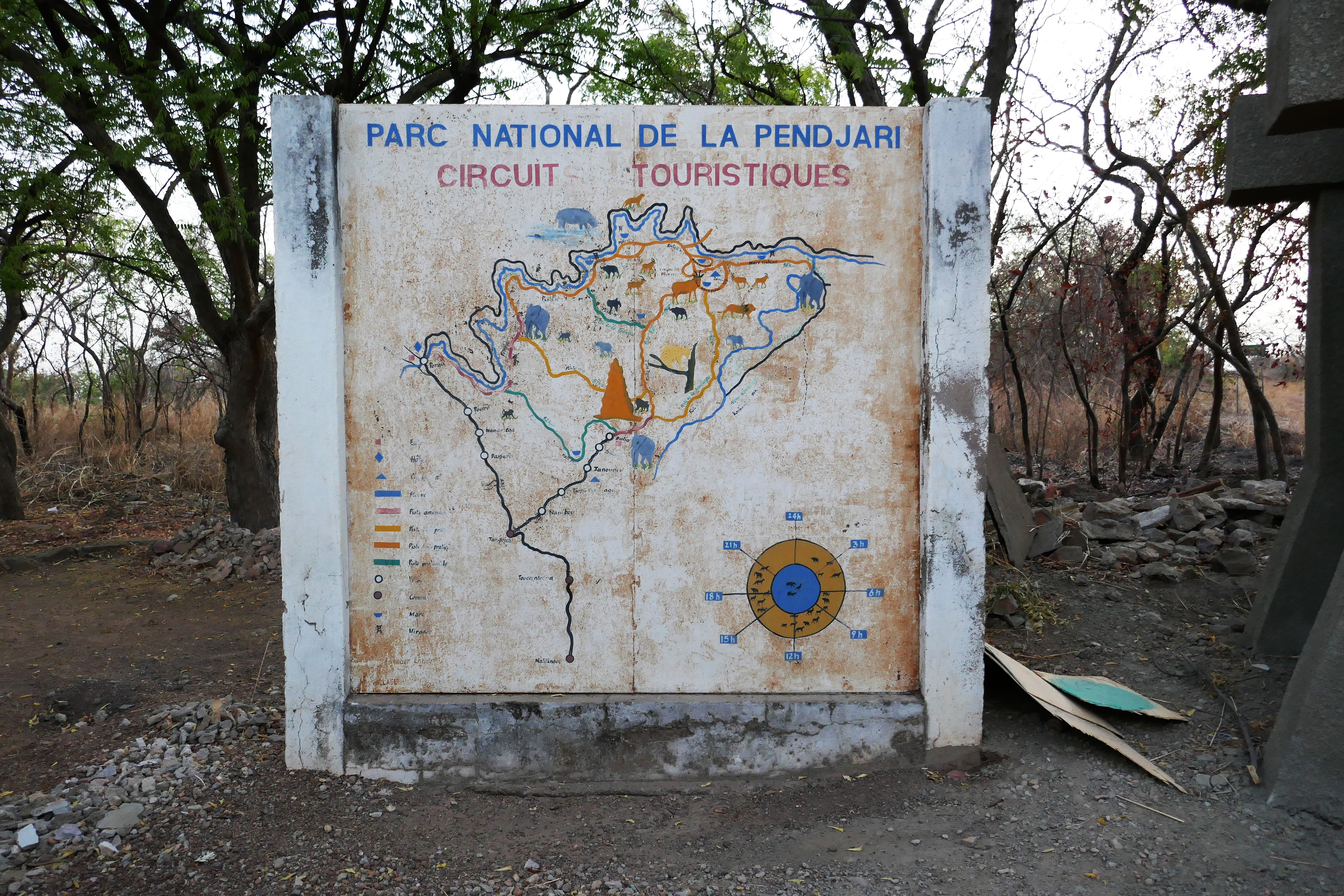
Circuits
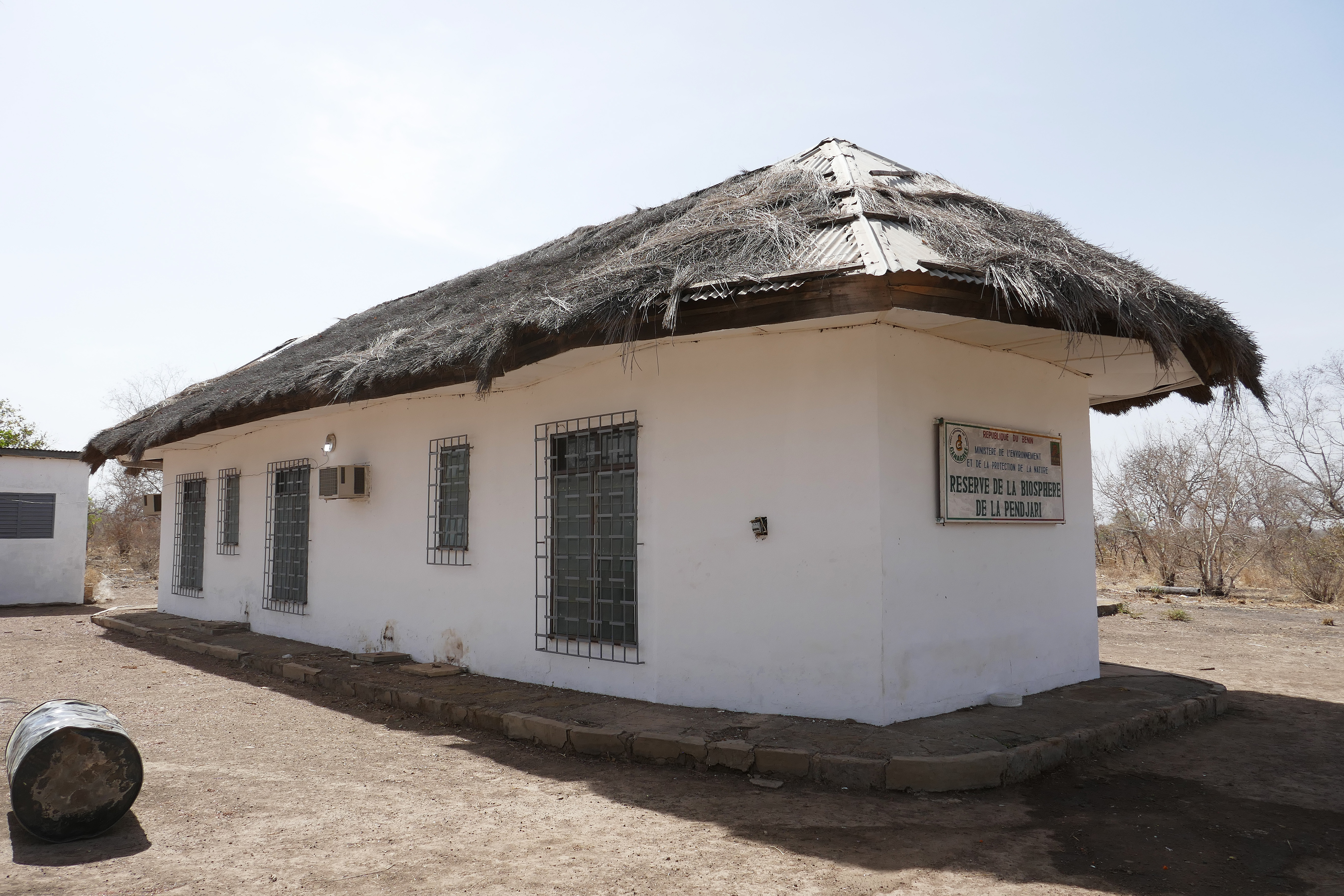
Administration
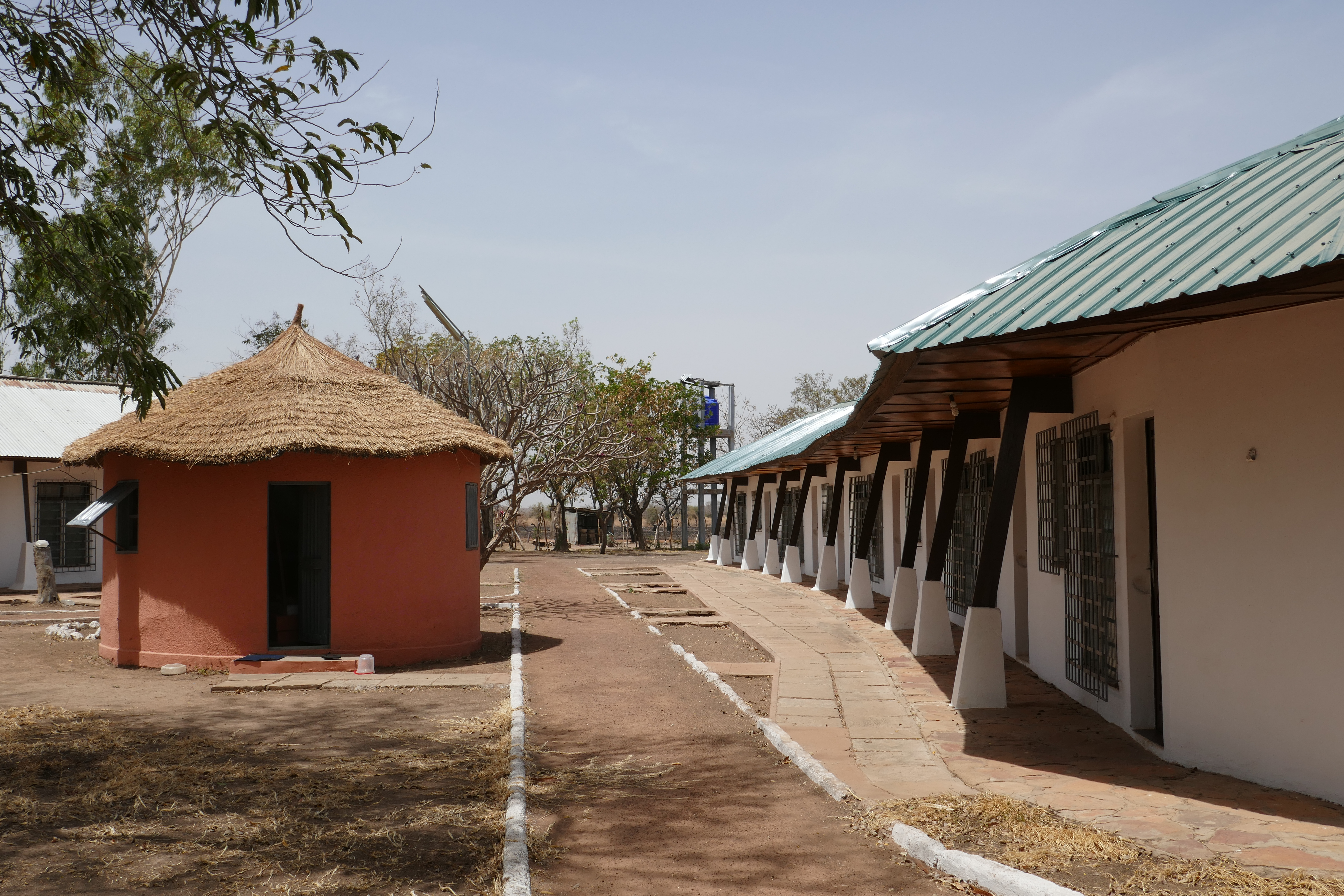
Hôtel-campement
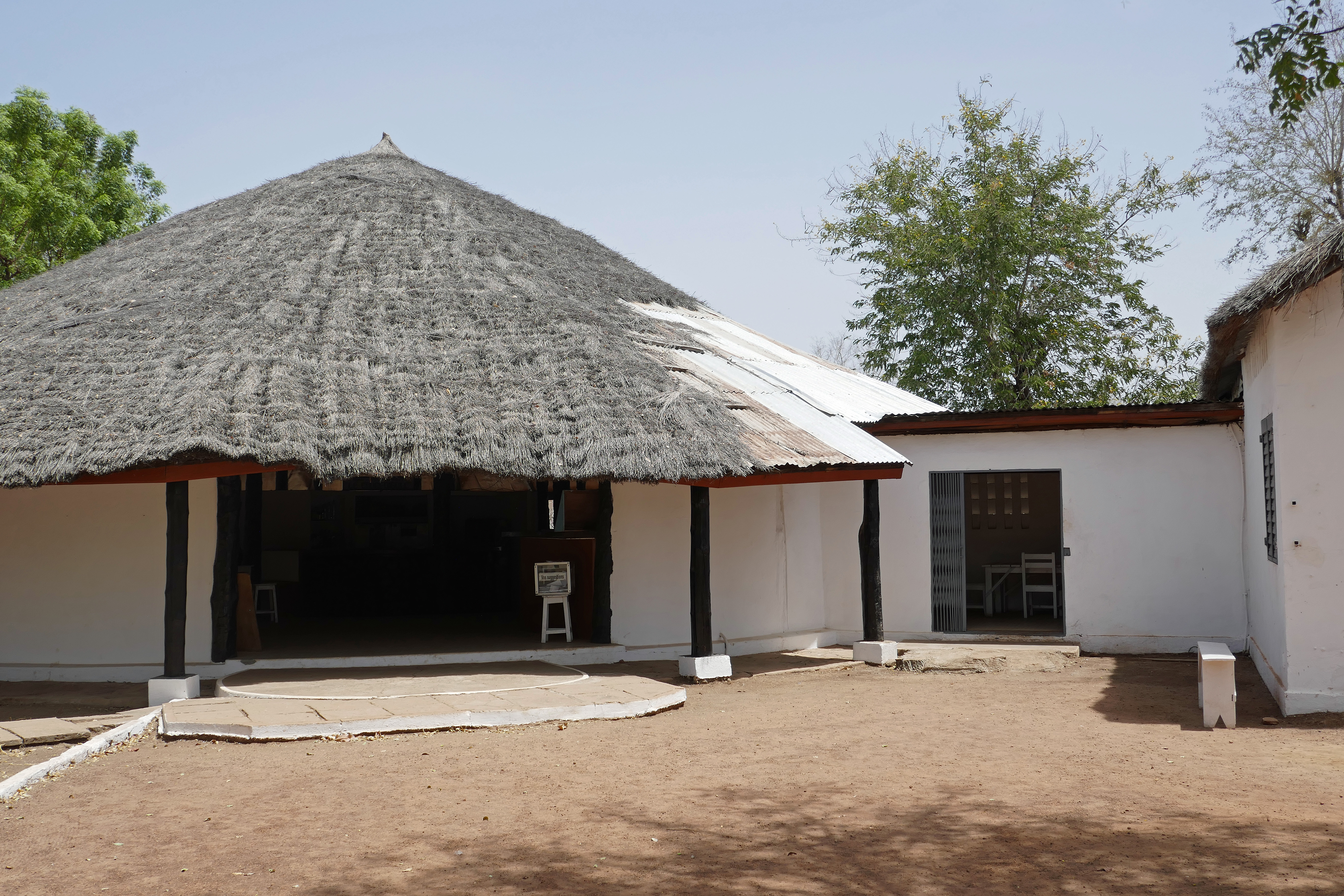
Bar-restaurant
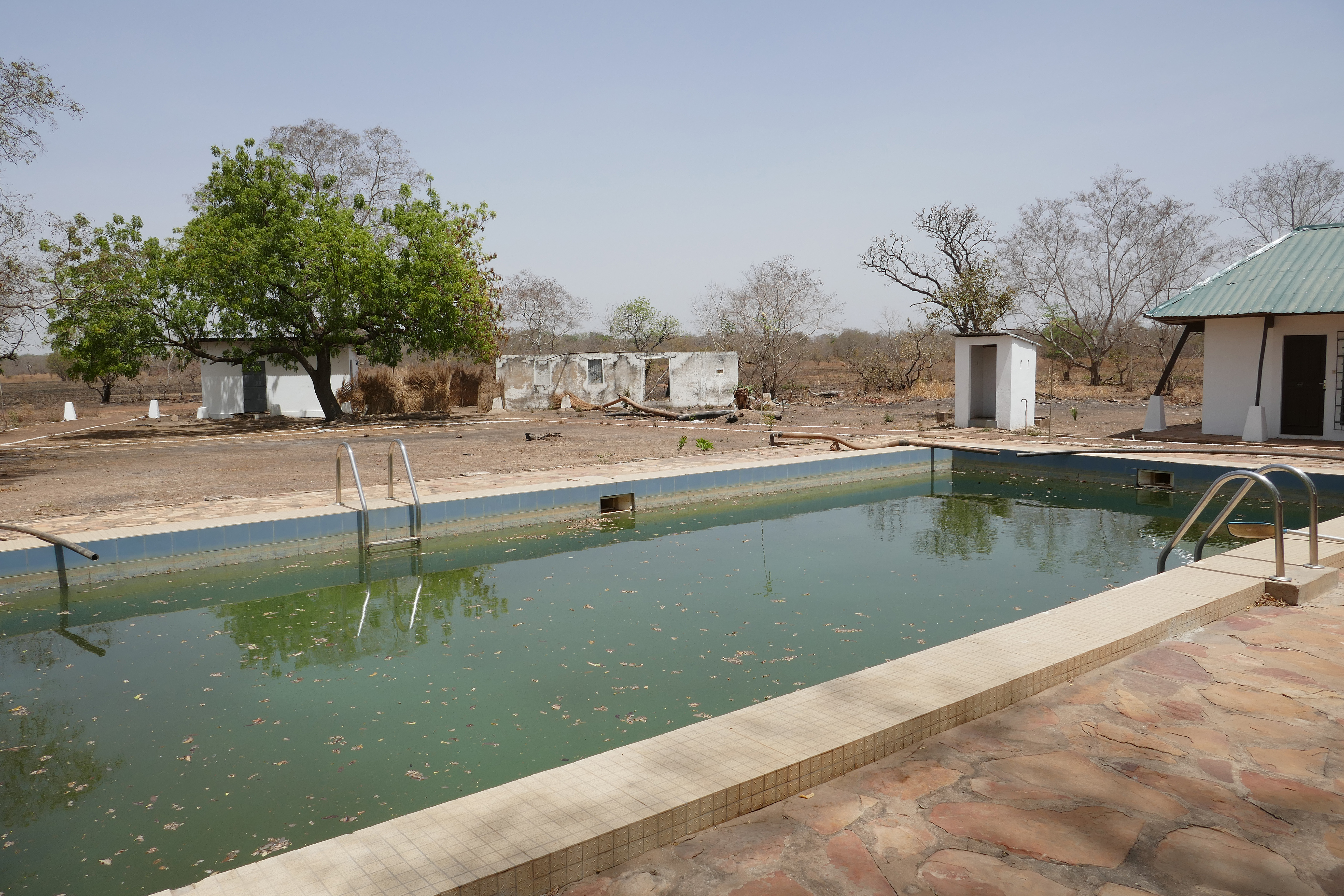
Piscine
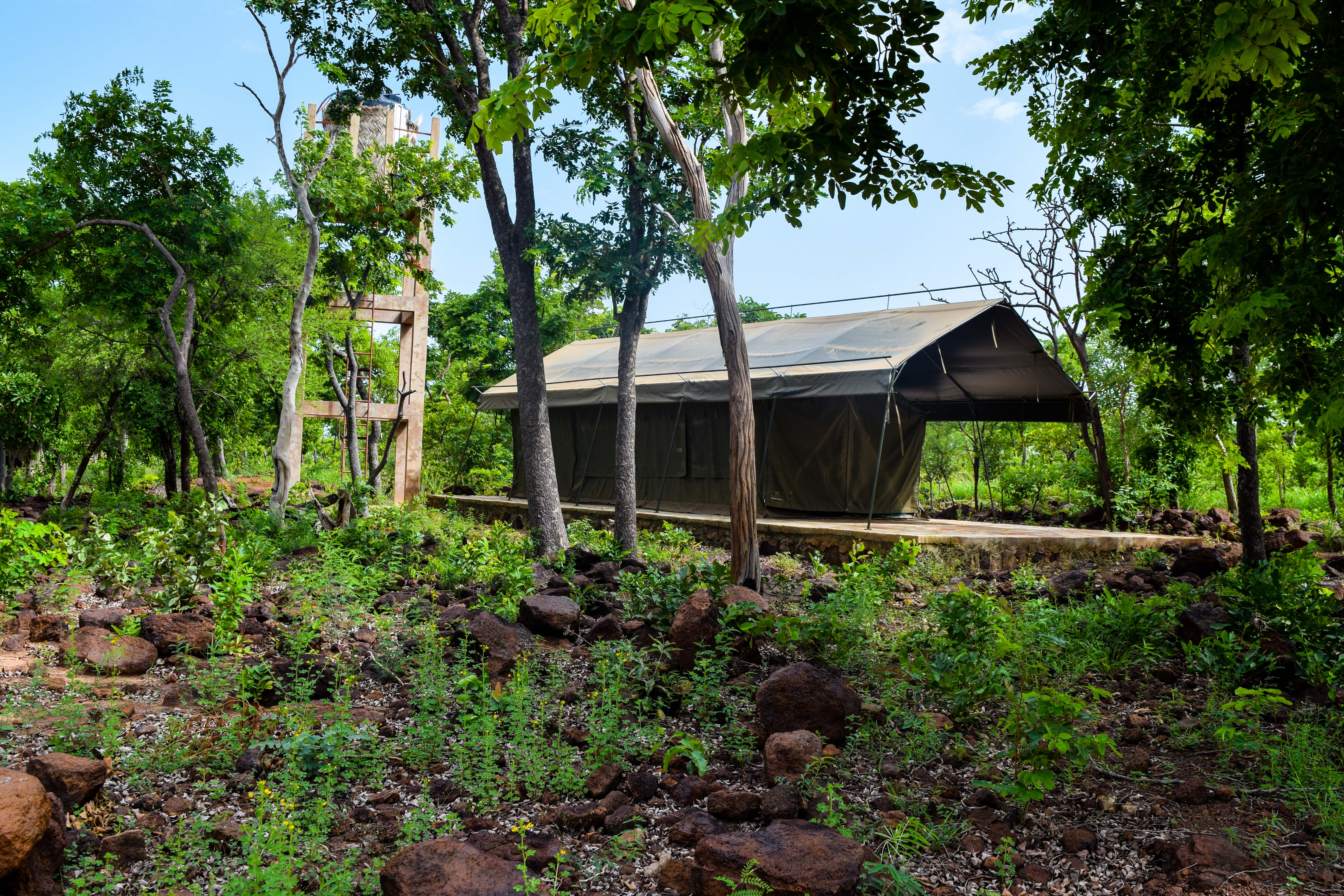
Lodge

## Protection et conservation

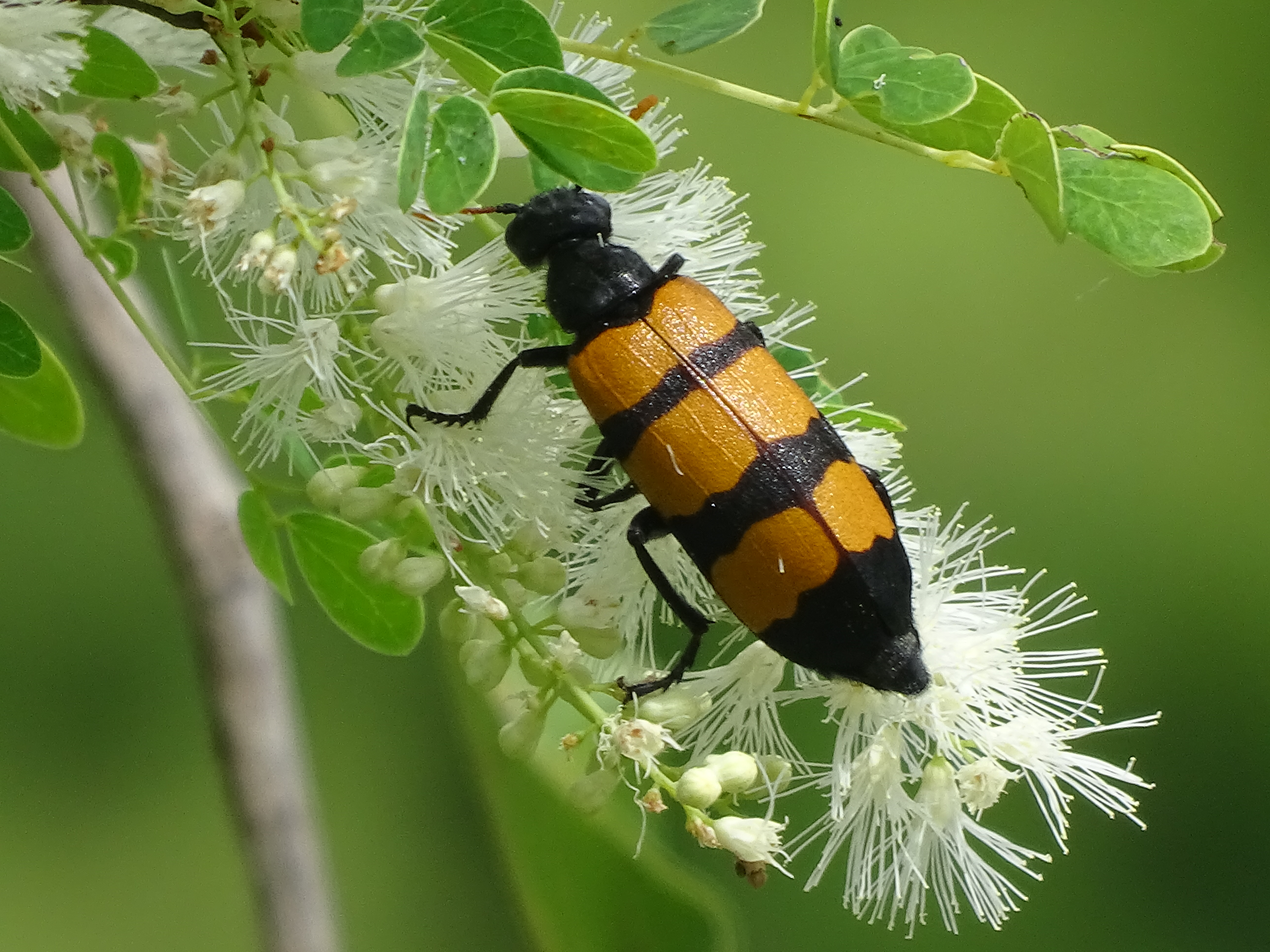
Insecte qui butine sur des fleurs autour de la Pendjari. Aout 2020.

D'après une évaluation faite par le CENAGREF béninois, le parc national de la Pendjari et ses zones de chasse sont les moins dégradés du Bénin, et la situation est nettement plus favorable que dans le parc national du W du Niger voisin. La flore y est encore intacte. Le Bénin dispose de réelles compétences en matière de connaissance de la faune des zones protégées. La faune du parc, bien qu'en diminution, n'est pas encore vraiment menacée. Un nouveau système de surveillance a été mis en route, avec occupation permanente des espaces protégés. On voit déjà les signes de repeuplement par les espèces de mammifères menacés.
Un facteur favorable est que la densité de la population humaine est encore assez faible, et son accroissement naturel ne menace pas la biodiversité. Les autorités du Bénin montrent de l'intérêt à la protection de l'environnement et semblent décidés à adopter une politique volontariste en ce qui concerne la participation des populations locales.  Cependant au début du XXe siècle, la pression agropastorale et de chasse aux abords du Parc devient préoccupante; la zone cynégétique du Pendjari subit le braconnage
Une série d'organisations et d'ONG étrangères se sont investies dans la conservation de la nature au Bénin et ailleurs en Afrique. Parmi elles se trouvent d'appréciables bailleurs de fonds.